# Ubuntu
Ubuntu（ウブンツ、ウブントゥ、[ʊˈbʊntuː] ( 音声ファイル); oo-BOON-too）はDebian GNU/Linuxを母体としたオペレーティングシステム（OS）である。Linuxディストリビューションの1つであり、自由ソフトウェアとして提供されている。カノニカルから支援を受けて開発されている。開発目標は「誰にでも使いやすい最新かつ安定したOS」を提供することである。

## 特徴

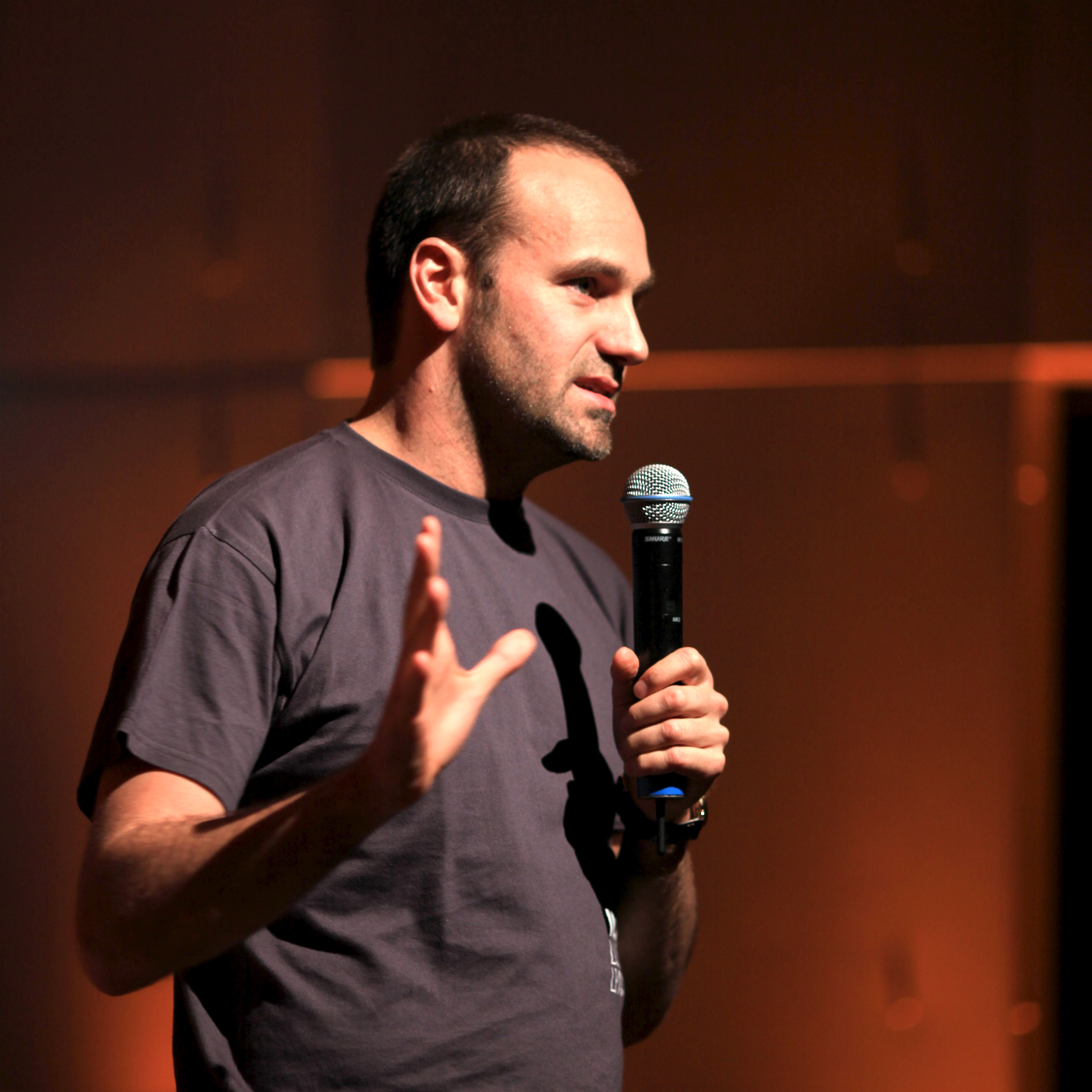
2009年 Paris Ubuntu Partyでのマーク・シャトルワース

Ubuntuは使いやすさを重要視している。例えばアプリケーションの観点では、標準的なシステムツールに加えて写真編集ツールのShotwell、オフィススイートのLibreOffice、インターネットブラウザであるMozilla Firefox、メッセンジャEmpathy等が標準で組込まれている。数独やチェスなどのカードゲームやパズルゲームも同梱されている。
セキュリティの観点では、特にLinux入門者を考慮し全権限を持つrootでのログインは標準では無効になっておりsudoを利用する。また最初からすべてのポートを閉じている。アクセシビリティと国際化にも力をいれており、5.04からはUTF-8が標準の文字コードとなった。
名称は南アフリカのズールー語の言葉で「他者への思いやり」を意味するウブントゥに由来する。カノニカルの創業者は南アフリカ生まれでイギリス市民権を持つマーク・シャトルワースである。
現在のユーザインタフェースは橙色を基調としたYaruと呼ばれる。ロゴのフォントはイギリスのフォント制作会社Dalton Maag Ltd.の Ubuntu Font Family である。最初のリリースから9.10（Karmic Koala）までは、Andy Fitzsimonが作成したフォントUbuntu-Titleが使われていたが、10.04（Lucid Lynx）からUbuntu Font Familyが使われている。

## デスクトップ環境
現在の標準デスクトップ環境はGNOMEである。以前はGNOME パネルが利用されていたが、GNOME 3のリリースと同時期の2011年4月に独自のUnity (ユーザインタフェース)に変更された。その後、Ubuntu 18.04（2018年4月26日公開）からGNOMEに戻ることが発表され、Ubuntu 17.10から再びGNOMEが採用されている。
他のデスクトップ環境を採用した派生ディストリビューションとして、Kubuntu、Xubuntu、Lubuntuなどがある（Unity時代はUbuntu GNOMEも存在した）。
Ubuntu Serverでデスクトップ環境を利用したい場合、APTのメタパッケージ機能を利用して"ubuntu-desktop"を導入することで実現できる。

## 評価

ユーザーエージェントによるとインターネットトラフィックの0.5%から0.65%の割合を占めており、Webクライアントの中で最も人気のあるLinuxディストリビューションである。マーク・シャトルワースによると、2006年末までに少なくとも800万人のユーザがいる。カノニカルのChris Kenyonによると2010年4月時点で1200万を超えるユーザーがいた。
サーバー版に関しても、WikipediaをホスティングするWikimedia財団が採用するなど、大規模な採用者も増えている。W3Techsの調査では、2011年6月トラフィックの多いサーバー間のシェアではRHEL(Red Hat Enterprise Linux)を超えた。日本では、北海道夕張市や大阪府箕面市などが、Ubuntuおよびその派生ディストリビューションを導入した。

### ランキングの推移
DistroWatchはオープンソースのOSを紹介しているサイトである。各OSのページ閲覧数を掲載しており、2010年までの数年連続でランキング1位を獲得したが、2018年8月現在は3位である。順位がLinux Mintに抜かれた原因は、11.04から標準採用されたUnityがユーザーに不評だったためだという見解もある。その一方で、Google Trendsの変化は大きくなく、占有率が減少したと決めつけられないという見方もある。Distrowatchの閲覧数ランキングは導入媒体のISOファイルのダウンロード数や実稼動マシン数とは相関性がない。2019年現在、MX Linux、Manjaro Linux、Linux Mint、および Debian GNU/Linux の後塵を拝した状況である。

### Unity Lens問題
フリーソフトウェア財団の元会長のリチャード・ストールマンは、Ubuntu 12.10からUnity Lens検索に標準導入されたAmazonの商品検索を使うことにより、検索クエリやIPアドレスがCanonicalのサーバーを通ってしまうことを指摘し、「まるでスパイウェアである」などと批判、利用を控えるように主張した（自由やプライバシを侵害する事柄へのストールマンの批判はUbuntuに限らない）。マーク・シャトルワースは自身のブログで反論した。16.04のUnity Lens検索からは、標準では無効になった。

## Debianとの関係
UbuntuはDebian GNU/Linux を母体に開発されている。Debian派生ディストリビューションの中にはプロプライエタリソフトウェアやクローズドソースを追加しているものもあるが、Ubuntuは以前、なるべくフリーなソフトウェアを使うことを方針としていたため、Debian の思想に近い位置に立つように努めていた。しかしながら、現在は利便性を考慮してかプロプライエタリなドライバやソフトウェアを標準で組込んでいる。
パッケージは基本的にDebianの不安定版(Sid)を元に作られている。Debianと同様にパッケージファイル形式としてdebを、管理システムとしてAPT/Synapticを使うことができる。ただし両者の「バイナリ互換性」は保証されていない。Ubuntuによる変更点は、Debianのソースパッケージに対するパッチとしてアーカイブする仕様になっている⁠。

## 歴史
Ubuntuは、2004年10月20日にDebian GNU/Linuxから派生したOSである。
現在、Ubuntuコミュニティはカノニカルから資金提供を受けている。2005年7月8日、マーク・シャトルワースとカノニカルはUbuntu財団を創設し、初期投資として1000万USドルを提供したと発表した。財団の目的は今後公開されるバージョンも含めたUbuntuのサポートと開発を保証することである。2006年現在財団は休眠状態にある。この不透明な状況をマーク・シャトルワースは、財団はCanonicalに不測の事態が起きたときの緊急財源であると説明している。
Grumpy Groundhog（気難しいウッドチャック）というコードネームを持ったブランチが計画されている。これは常に不安定な開発・テスト版であり、Ubuntuの一部として含まれる予定のプログラムやアプリケーションをバージョン管理システムから直接ソースコードを取得、修正できる。パワーユーザや上流開発者はパッケージを実際にビルドすることなく最新版プログラムをパッケージ化されたような状態でテストでき、各アーキテクチャ向けのパッケージ化の問題を早期に得られる。Grumpy Groundhogは6か月ごとにDebian Unstableにマージされることになっている。Grumpy Groundhog はまだ公には利用可能とはなっていない。
2008年9月5日、DELLが発表したミニノートPC「Inspiron Mini 9」はUbuntuを選択できた。2009年8月27日にシャープが発表したスマートブック「NetWalker」には、Ubuntu 9.04が組込まれ発売されていた。
2022年5月11日、Microsoft StoreにおいてWindowsのWSL用の開発版Ubuntuの提供を開始した。

## 公開
公開ごとにバージョン番号とコードネームが存在する。バージョン番号は公開時の年と月から作られる。2004年の10月20日に公開されたWarty Warthogのバージョン番号は4.10である。近年のコードネームは動物の名前がアルファベット順で付けられている。

### 開発工程

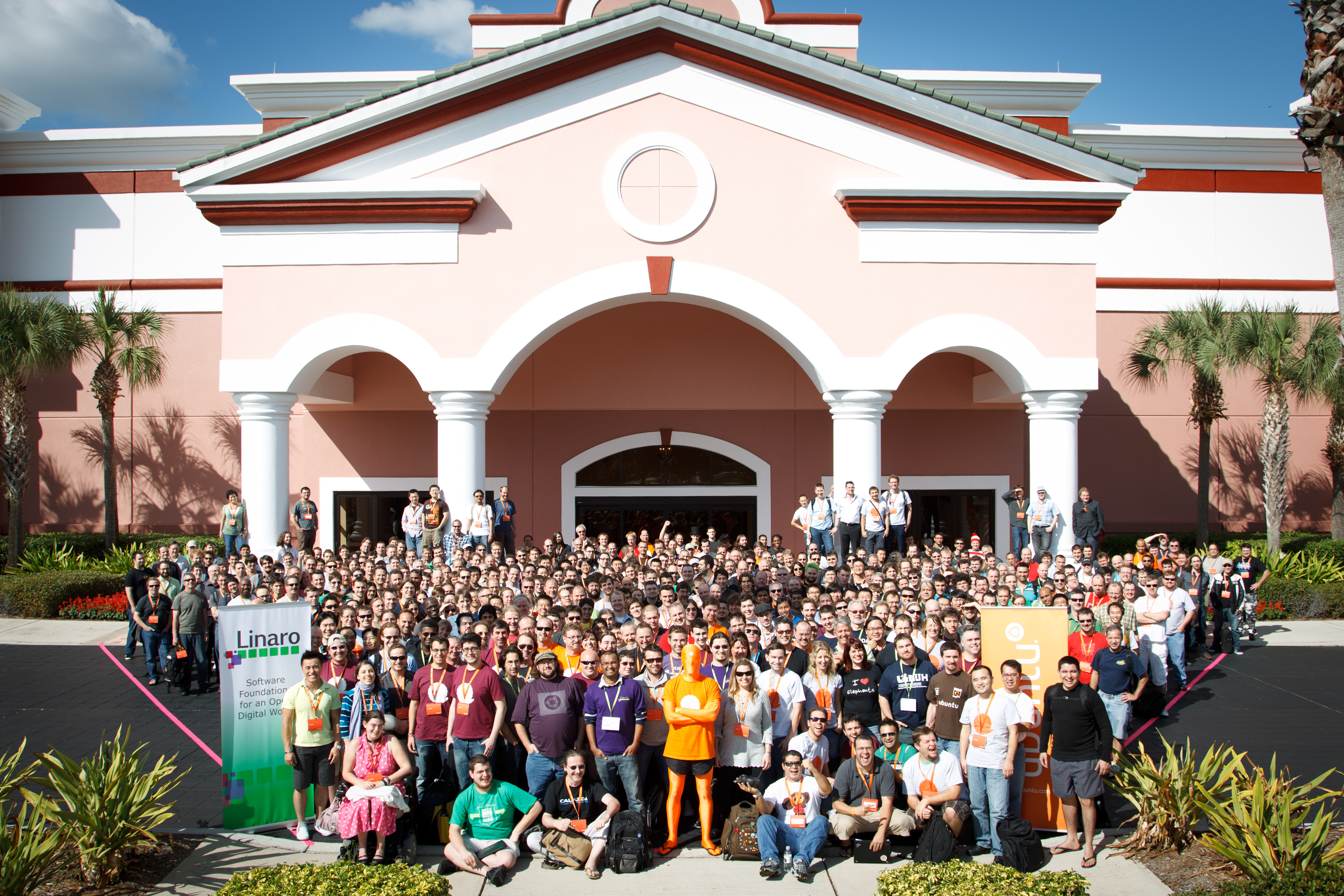
UDSグループ（11/11/02撮影）

半年ごとに公開が行われる。OSとしては比較的頻繁である。公開月は通常4月、10月である。GNOMEの公開からおよそ1か月後になるように設定されている。これにより最新版のGNOMEを同梱できるようになる。Ubuntu開発者サミット（UDS）が新版開発前に開催され、世界中の開発者が機能や改善すべき点の大まかな検討をする。
バザール方式という開発方針を採用している。中心となるシステムはLaunchpadである。Ubuntu行動規範に従う限り、全ての人が翻訳や開発に貢献することができる。

### サポート
暫定リリース版と長期サポート版があり、サポート期間が異なる。有償サポートはUbuntu Proの名称で提供されている。長期サポート版は標準サポート（5年）、拡張セキュリティメンテナンス（次の5年）、レガシー・サポート（その次の2年）と続く。
暫定リリース版
暫定リリース版（interim release）のサポート期間は公開から9ヶ月である。半年ごとに更新しなければならないが、新しい機能を望むユーザーに向いている。13.04以前は暫定リリース版のサポート期間は18ヶ月であったが、管理コストを削減するために現在の9ヶ月に短縮された。
長期サポート版（LTS）
長期サポート版（Long-term Support＝LTS）は2年間隔で最新版を公開しており標準サポート期間は公開から5年間。サポート期間も長いため安定を望むユーザーに向いており、Ubuntuの調査では95%のマシンがLTS版を使用している。12.04以前はLTSのサポート期間はデスクトップ向けのみ3年であったが、現在はデスクトップ向けもサーバー向けも5年となっている。
拡張セキュリティメンテナンス（ESM）
Ubuntu Proの名称（旧称Ubuntu Advantage）でカノニカルが有償でサポートを提供している。電話やウェブを通じた問合せ窓口の提供と、標準サポート期間が終了したLTS版に対する拡張セキュリティメンテナンス (Extended Security Maintenance＝ESM) を提供している。個人ユーザーの場合は5台まではUbuntu Proを無償で利用可能で（公式Ubuntuコミュニティ・メンバーの場合は50台）、拡張セキュリティメンテナンス（ESM）も無償で利用可能。各種パブリック・クラウドでもインスタンス代金に上乗せする形でUbuntu Proが利用可能。通常のサポート終了後の拡張セキュリティメンテナンス期間は12.04は2年間だったが、14.04以降のLTS版は5年間となったため標準サポート期間・拡張セキュリティメンテナンス期間・レガシーサポート期間を合わせて合計12年間となる。
レガシー・サポート
拡張セキュリティメンテナンス（ESM）が終了後の2年間は、レガシー・サポート（Ubuntu Pro with Legacy Support add-on）が続く。Ubuntu 14.04からの長期サポート版で利用可能。

### 公開履歴一覧
公開日、サポート期限の状況は、wiki.ubuntu.comに掲載されている。
| バージョン                                 | コードネーム テスト版の名前 | 公開日        | サポート期限                                       | サポート期限                                       | おもな新機能と変更点 | 備考                               |
| バージョン                                 | コードネーム テスト版の名前 | 公開日        | デスクトップ                                       | サーバー                                           | おもな新機能と変更点 | 備考                               |
| ------------------------------------------ | --------------------------- | ------------- | -------------------------------------------------- | -------------------------------------------------- | --- | ---------------------------------- |
| 14.04 LTS                                  | Trusty Tahr                 | 2014年4月17日 | 2019年4月(通常) 2024年4月(ESM) 2026年4月(レガシー) | 2019年4月(通常) 2024年4月(ESM) 2026年4月(レガシー) | 長期サポート (LTS)、 Open vSwitch 2.0.1対応、マルチタッチ対応、高精細画面対応、 拡張セキュリティメンテナンス（ESM）の期間が2年から5年に伸びた。ESMの後にレガシー・サポートが2年間追加になった。 | LibreOffice 4.2 Linux Kernel 3.13  |
| 16.04 LTS                                  | Xenial Xerus                | 2016年4月21日 | 2021年4月(通常) 2026年4月(ESM) 2028年4月(レガシー) | 2021年4月(通常) 2026年4月(ESM) 2028年4月(レガシー) | 長期サポート (LTS)、Python 3への完全移行、Snappy（現・Snap）の導入 | LibreOffice 5.1 Linux Kernel 4.4   |
| 18.04 LTS                                  | Bionic Beaver               | 2018年4月26日 | 2023年4月(通常) 2028年4月(ESM) 2030年4月(レガシー) | 2023年4月(通常) 2028年4月(ESM) 2030年4月(レガシー) | 長期サポート (LTS) | LibreOffice 6.0 Linux Kernel 4.15  |
| 20.04 LTS                                  | Focal Fossa                 | 2020年4月23日 | 2025年4月(通常) 2030年4月(ESM) 2032年4月(レガシー) | 2025年4月(通常) 2030年4月(ESM) 2032年4月(レガシー) | 長期サポート (LTS) | LibreOffice 6.4 Linux Kernel 5.4   |
| 22.04 LTS                                  | Jammy Jellyfish             | 2022年4月21日 | 2027年4月(通常) 2032年4月(ESM) 2034年4月(レガシー) | 2027年4月(通常) 2032年4月(ESM) 2034年4月(レガシー) | 長期サポート (LTS)、GNOME 42を採用 | LibreOffice 7.3 Linux Kernel 5.15  |
| 24.04 LTS                                  | Noble Numbat                | 2024年4月25日 | 2029年4月(通常) 2034年4月(ESM) 2036年4月(レガシー) | 2029年4月(通常) 2034年4月(ESM) 2036年4月(レガシー) | 長期サポート (LTS)、GNOME 46 | LibreOffice 24.2 Linux Kernel 6.8  |
| 25.04                                      | Plucky Puffin               | 2025年4月17日 | 2026年1月(通常)                                    | 2026年1月(通常)                                    | GNOME 48 | LibreOffice 25.2 Linux Kernel 6.14 |
| 凡例サポート中現行バージョン将来のリリース |                             |               |                                                    |                                                    | |                                    |

### ポイントリリース
LTSの公開後から一定期間内に提供されたパッケージの更新をLTS導入媒体に適用する。Windowsのサービスパック適用済み媒体に似ている。LTSの場合は安定性の面でポイントリリース1から順次適用するのが推奨されている。
| 系統  | バージョン | 公開年月日    |
| ----- | ---------- | ------------- |
| 8.04  | 8.04       | 2008年4月24日 |
| 8.04  | 8.04.1     | 2008年7月3日  |
| 8.04  | 8.04.2     | 2009年1月22日 |
| 8.04  | 8.04.3     | 2009年7月16日 |
| 8.04  | 8.04.4     | 2010年1月28日 |
| 10.04 | 10.04      | 2010年4月29日 |
| 10.04 | 10.04.1    | 2010年8月17日 |
| 10.04 | 10.04.2    | 2011年2月17日 |
| 10.04 | 10.04.3    | 2011年7月21日 |
| 10.04 | 10.04.4    | 2012年2月16日 |
| 12.04 | 12.04      | 2012年4月26日 |
| 12.04 | 12.04.1    | 2012年8月23日 |
| 12.04 | 12.04.2    | 2013年2月14日 |
| 12.04 | 12.04.3    | 2013年8月23日 |
| 12.04 | 12.04.4    | 2014年4月17日 |
| 12.04 | 12.04.5    | 2014年8月7日  |
| 14.04 | 14.04      | 2014年4月17日 |
| 14.04 | 14.04.1    | 2014年7月24日 |
| 14.04 | 14.04.2    | 2015年2月8日  |
| 14.04 | 14.04.3    | 2015年8月5日  |
| 14.04 | 14.04.4    | 2016年2月17日 |
| 14.04 | 14.04.5    | 2016年8月4日  |
| 14.04 | 14.04.6    | 2019年3月4日  |
| 16.04 | 16.04      | 2016年4月21日 |
| 16.04 | 16.04.1    | 2016年7月21日 |
| 16.04 | 16.04.2    | 2017年2月13日 |
| 16.04 | 16.04.3    | 2017年8月3日  |
| 16.04 | 16.04.4    | 2018年3月1日  |
| 16.04 | 16.04.5    | 2018年8月2日  |
| 16.04 | 16.04.6    | 2019年2月27日 |
| 16.04 | 16.04.7    | 2020年8月6日  |
| 18.04 | 18.04      | 2018年4月26日 |
| 18.04 | 18.04.1    | 2018年7月26日 |
| 18.04 | 18.04.2    | 2019年2月14日 |
| 18.04 | 18.04.3    | 2019年8月8日  |
| 18.04 | 18.04.4    | 2020年2月6日  |
| 18.04 | 18.04.5    | 2020年8月13日 |
| 18.04 | 18.04.6    | 2021年9月17日 |
| 20.04 | 20.04      | 2020年4月23日 |
| 20.04 | 20.04.1    | 2020年8月6日  |
| 20.04 | 20.04.2    | 2021年2月4日  |
| 20.04 | 20.04.3    | 2021年8月26日 |
| 20.04 | 20.04.4    | 2022年2月24日 |
| 20.04 | 20.04.5    | 2022年9月1日  |
| 20.04 | 20.04.6    | 2023年3月16日 |
| 22.04 | 22.04      | 2022年4月21日 |
| 22.04 | 22.04.1    | 2022年8月11日 |
| 22.04 | 22.04.2    | 2023年2月23日 |
| 22.04 | 22.04.3    | 2023年8月10日 |
| 22.04 | 22.04.4    | 2024年2月22日 |
| 22.04 | 22.04.5    | 2024年9月12日 |
| 24.04 | 24.04      | 2024年4月25日 |
| 24.04 | 24.04.1    | 2024年8月15日 |
| 24.04 | 24.04.2    | 2025年2月20日 |
| 24.04 | 24.04.3    | 2025年8月7日  |

### タイムライン
| 開発・サポート状況の色分け | 開発・サポート状況の色分け | 開発・サポート状況の色分け | 開発・サポート状況の色分け       | 開発・サポート状況の色分け   | 開発・サポート状況の色分け |
| -------------------------- | -------------------------- | -------------------------- | -------------------------------- | ---------------------------- | -------------------------- |
| 開発期間                   | 標準サポート期間           | 延長サポート期間           | サーバー版のみの延長サポート期間 | 拡張セキュリティメンテナンス | レガシーサポート           |

### スクリーンショット

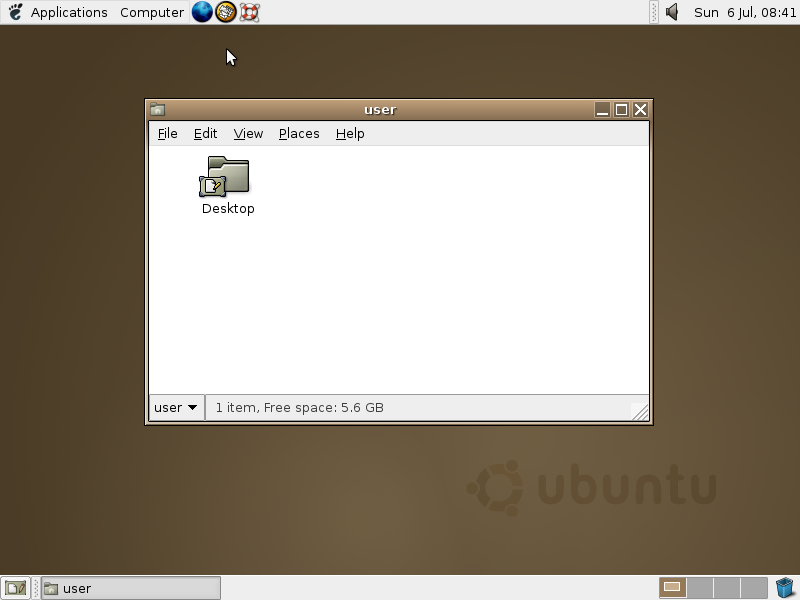
4.10 (Warty Warthog)
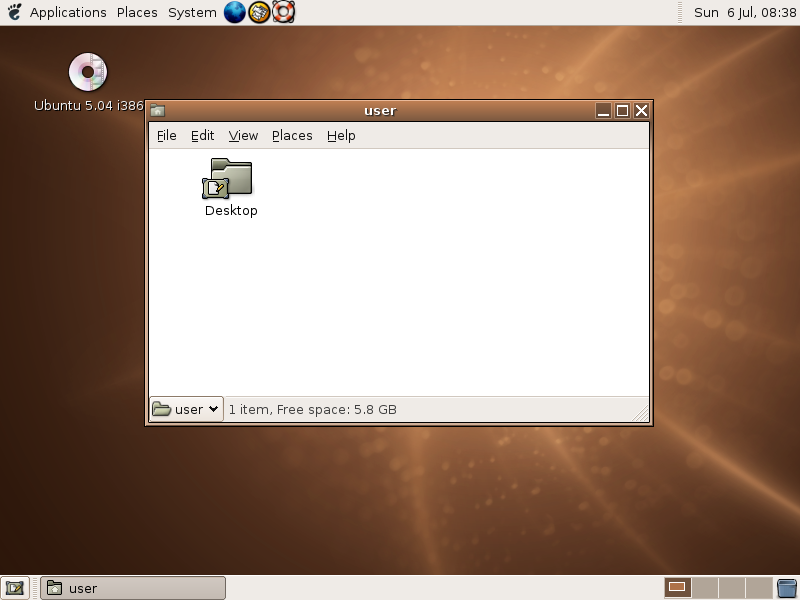
5.04 (Hoary Hedgehog)
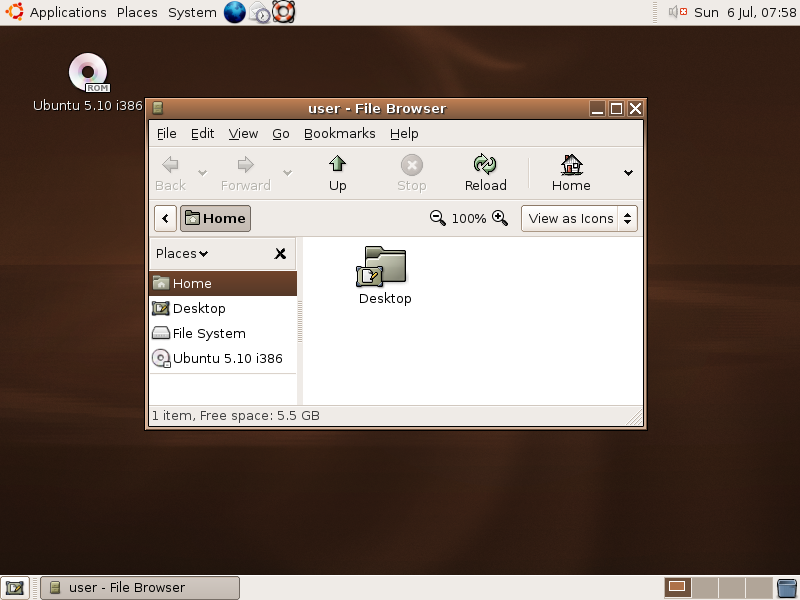
5.10 (Breezy Badger)
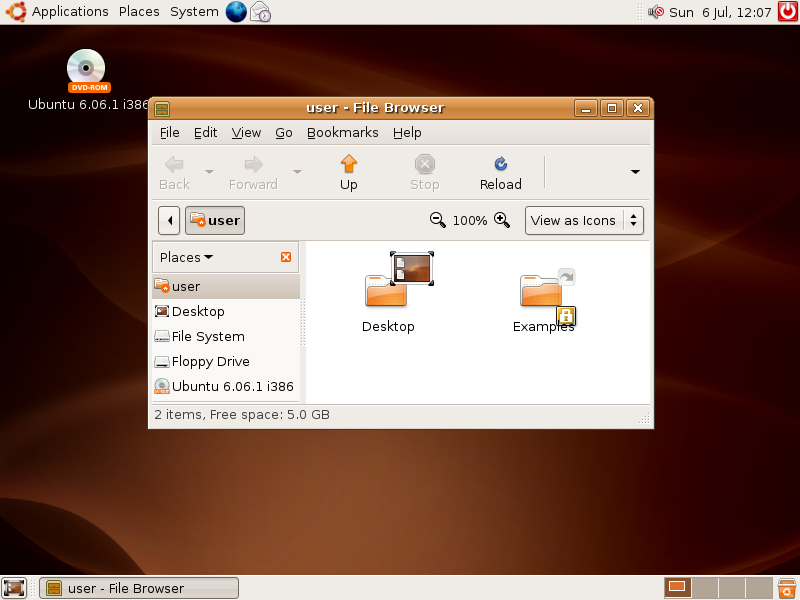
6.06 (Dapper Drake)
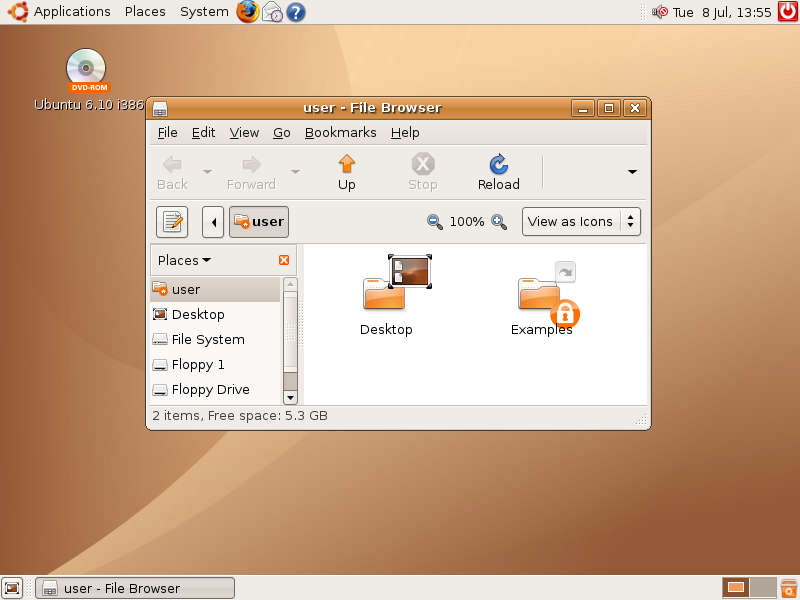
6.10 (Edgy Eft)
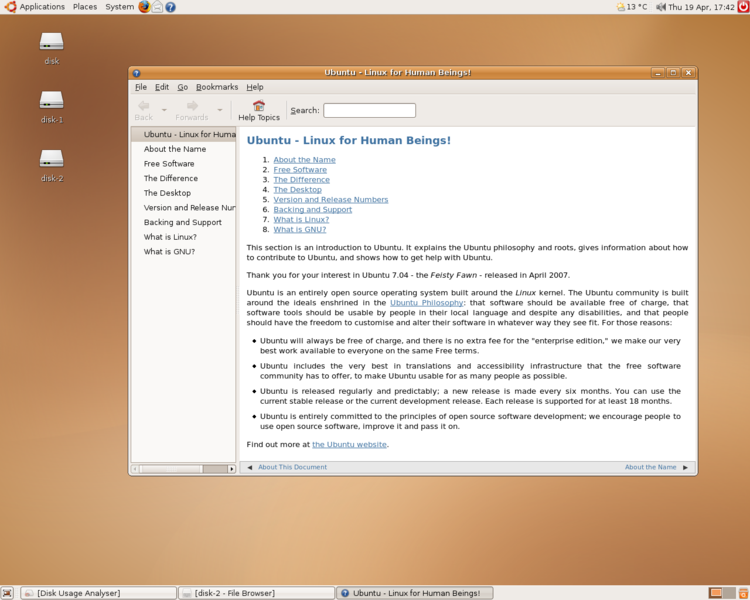
7.04 (Feisty Fawn)
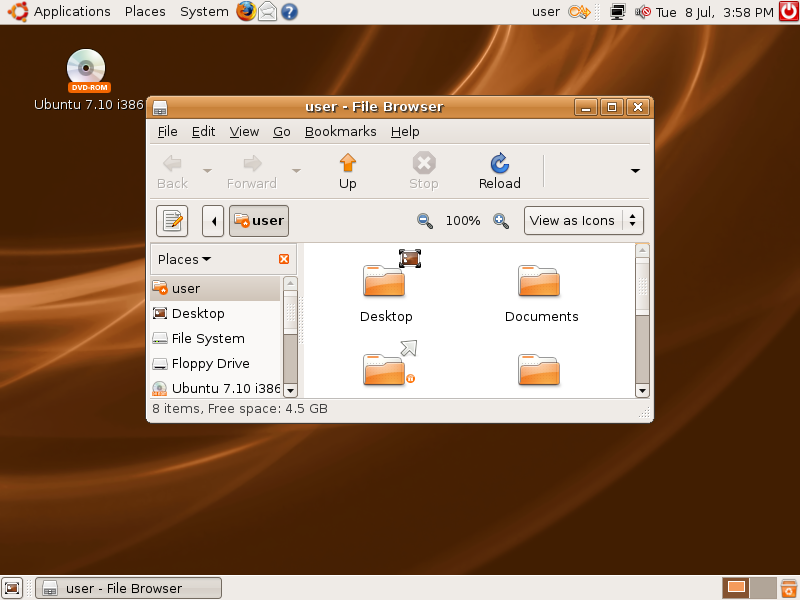
7.10 (Gutsy Gibbon)
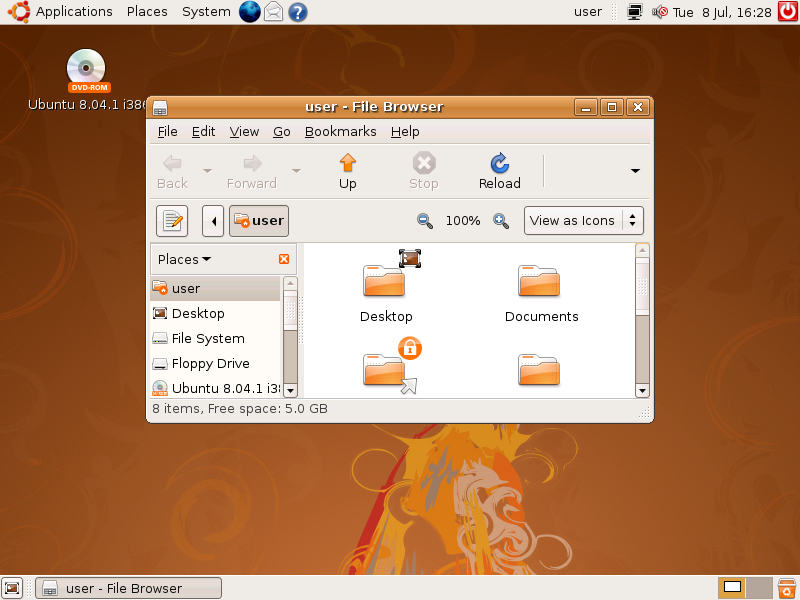
8.04 (Hardy Heron)
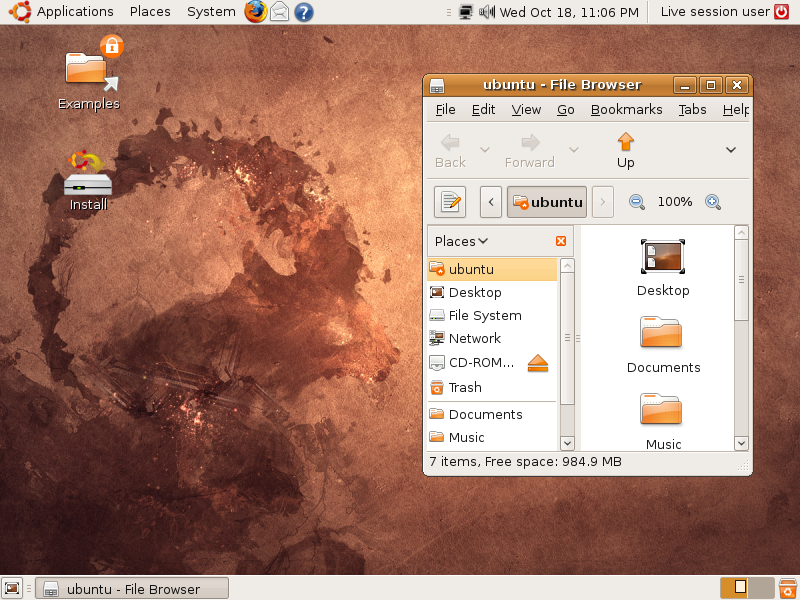
8.10 (Intrepid Ibex)
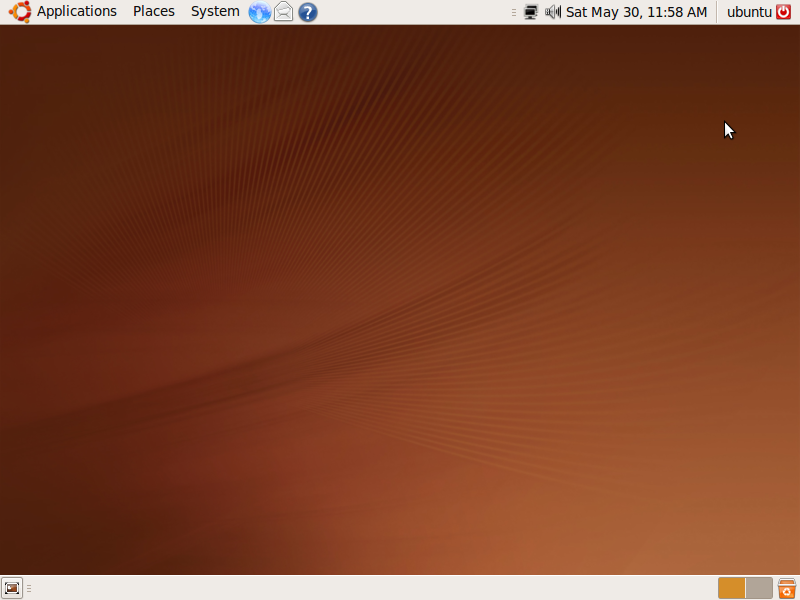
9.04 (Jaunty Jackalope)
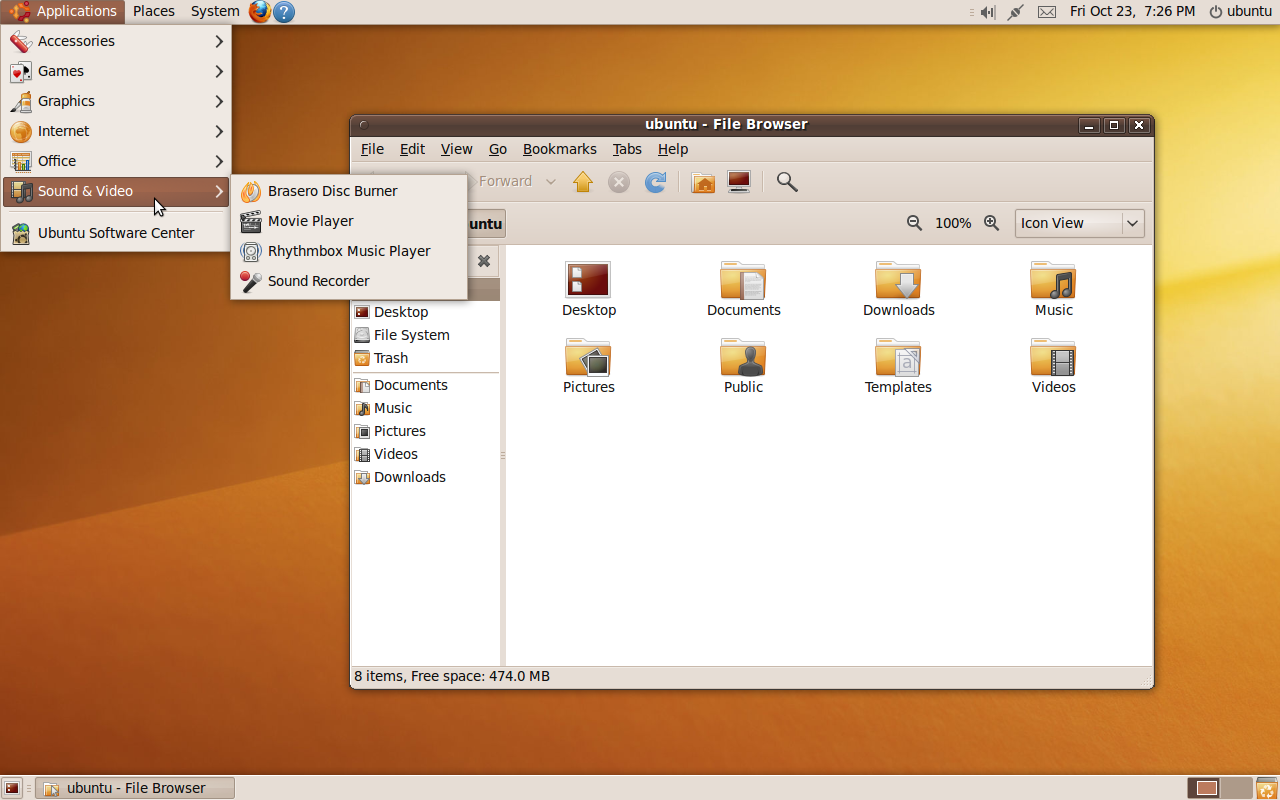
9.10 (Karmic Koala)
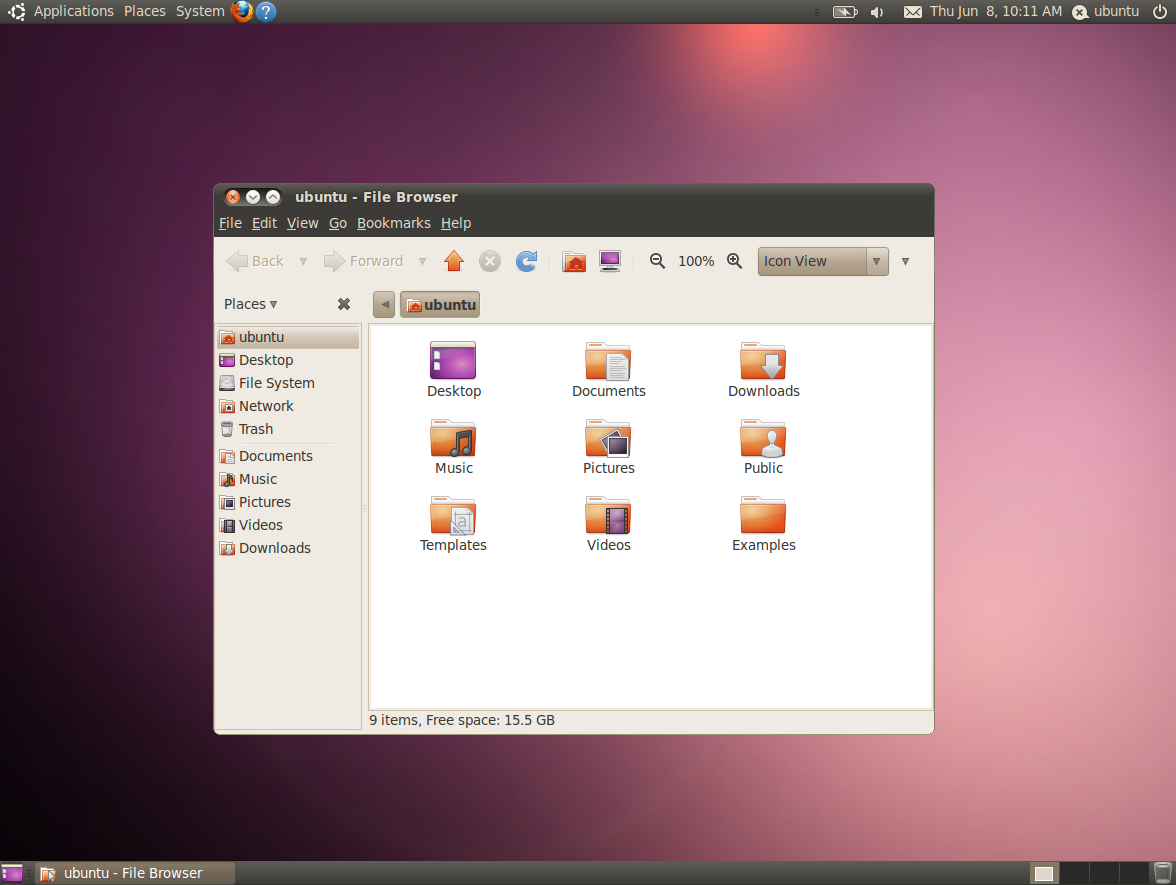
10.04 (Lucid Lynx)
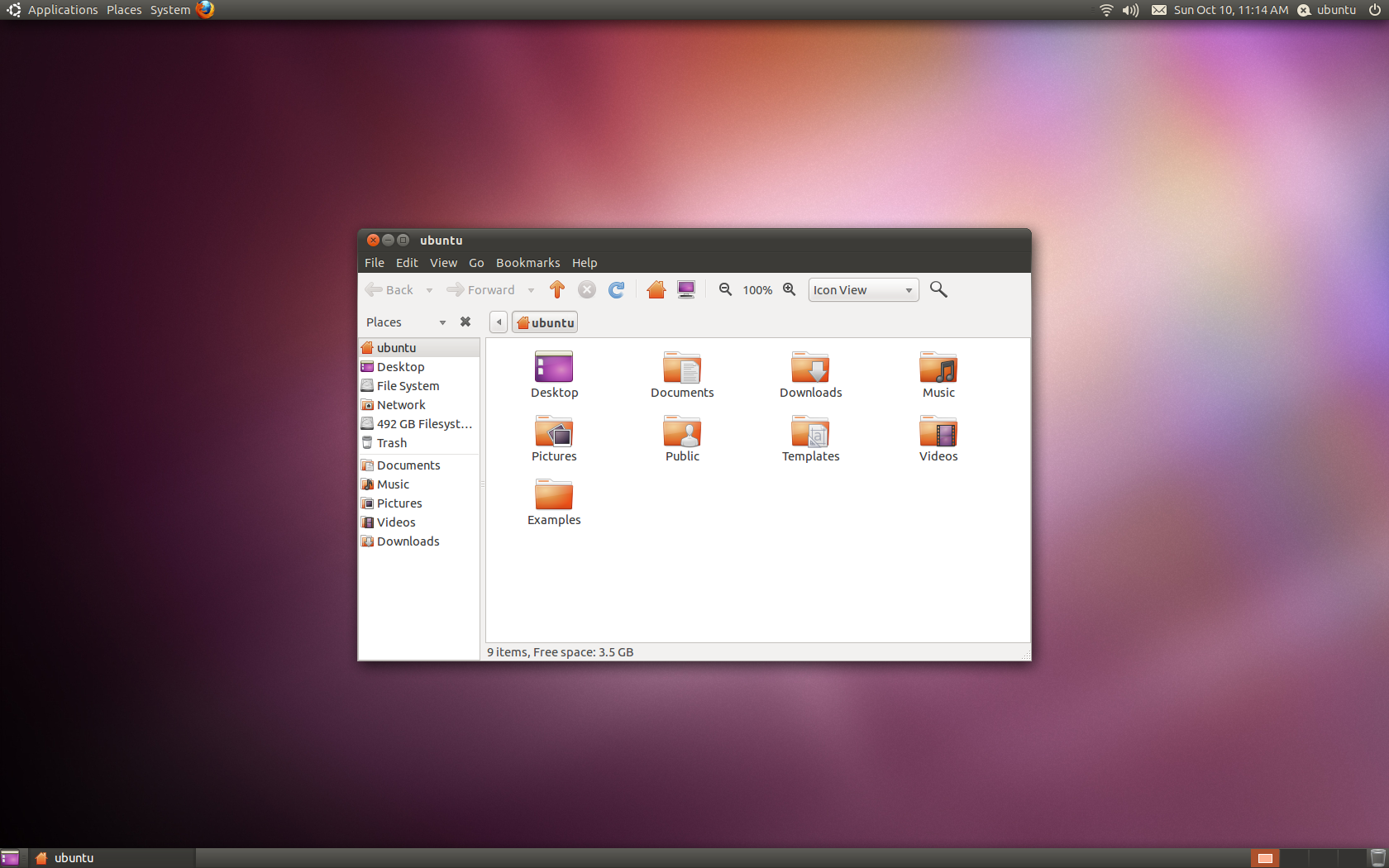
10.10 (Maverick Meerkat)
11.04 (Natty Narwhal)
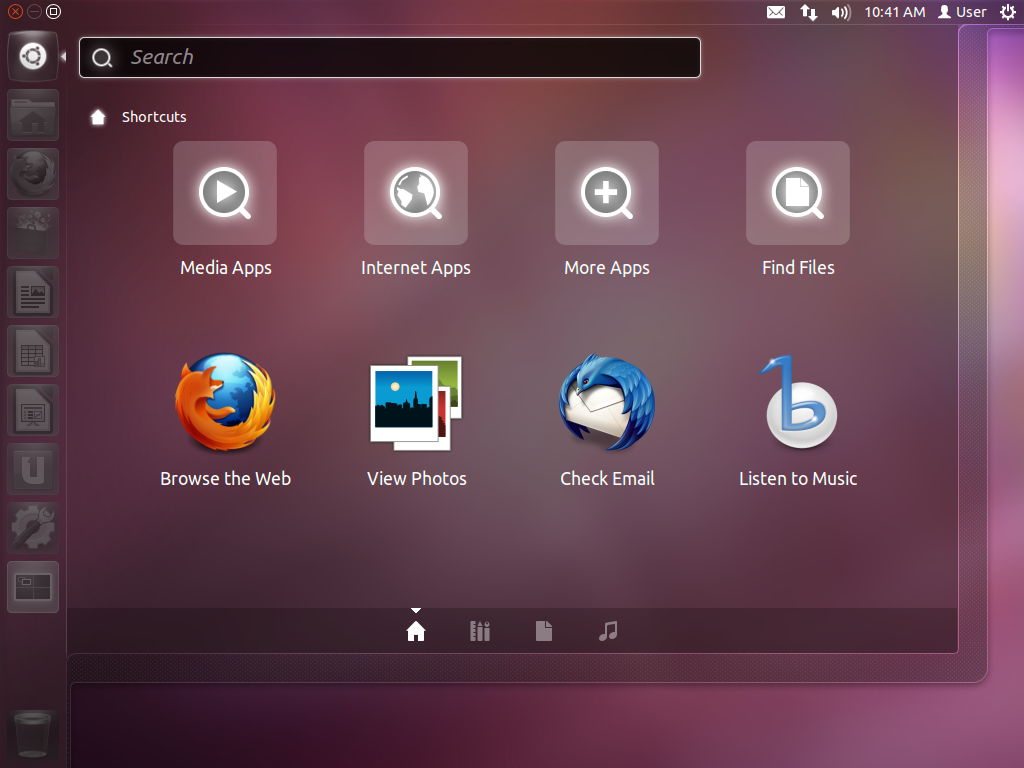
11.10 (Oneiric Ocelot)
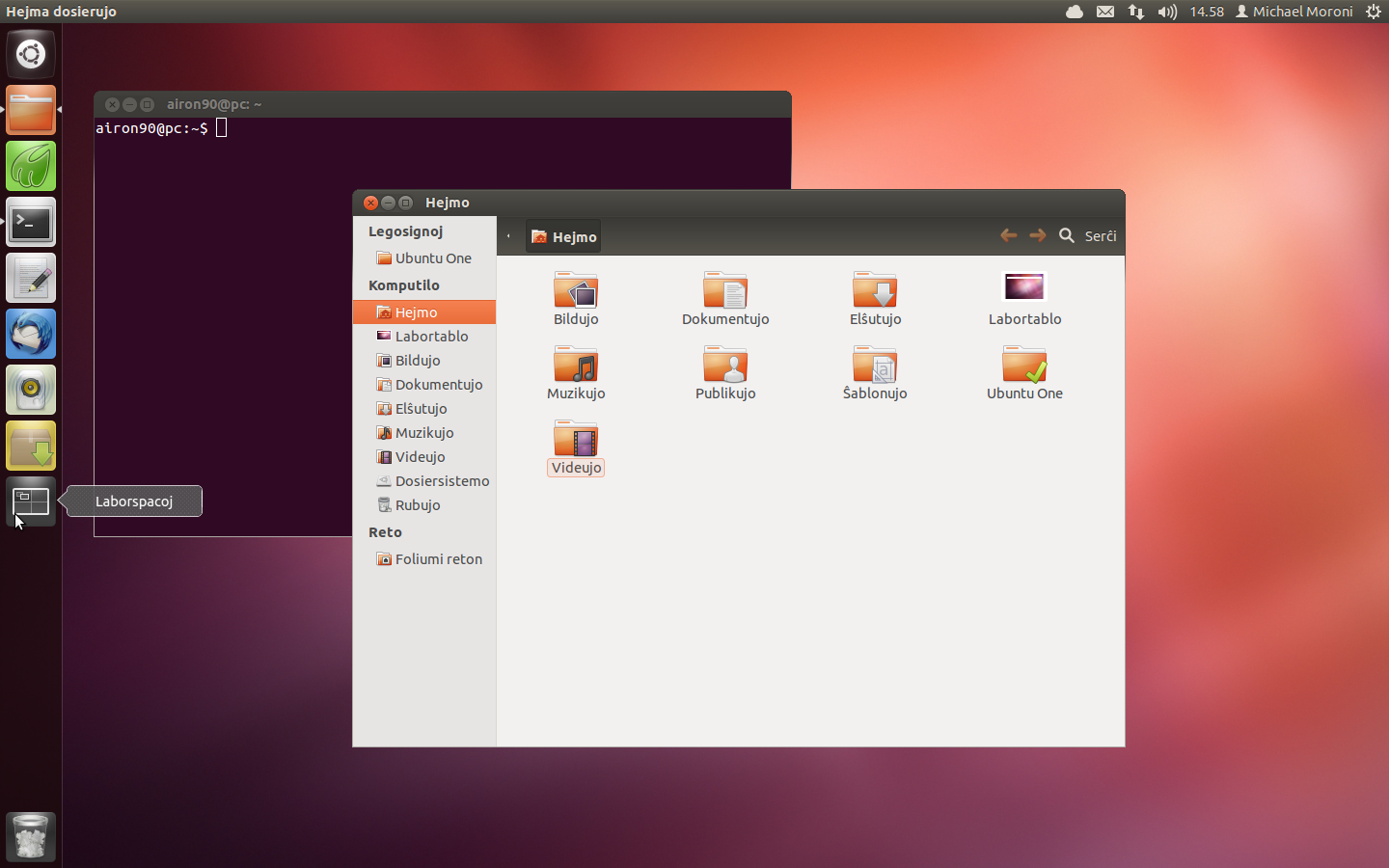
12.04 (Precise Pangolin)
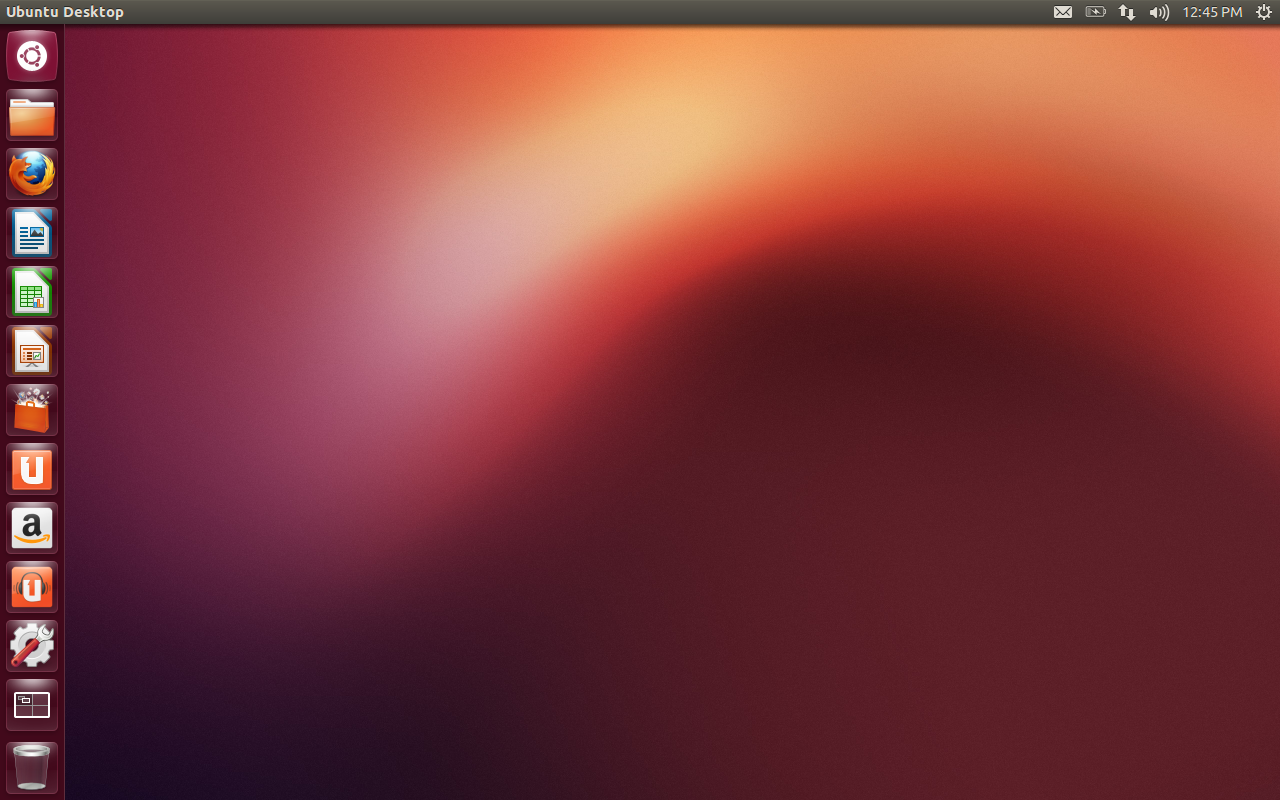
12.10 (Quantal Quetzal)
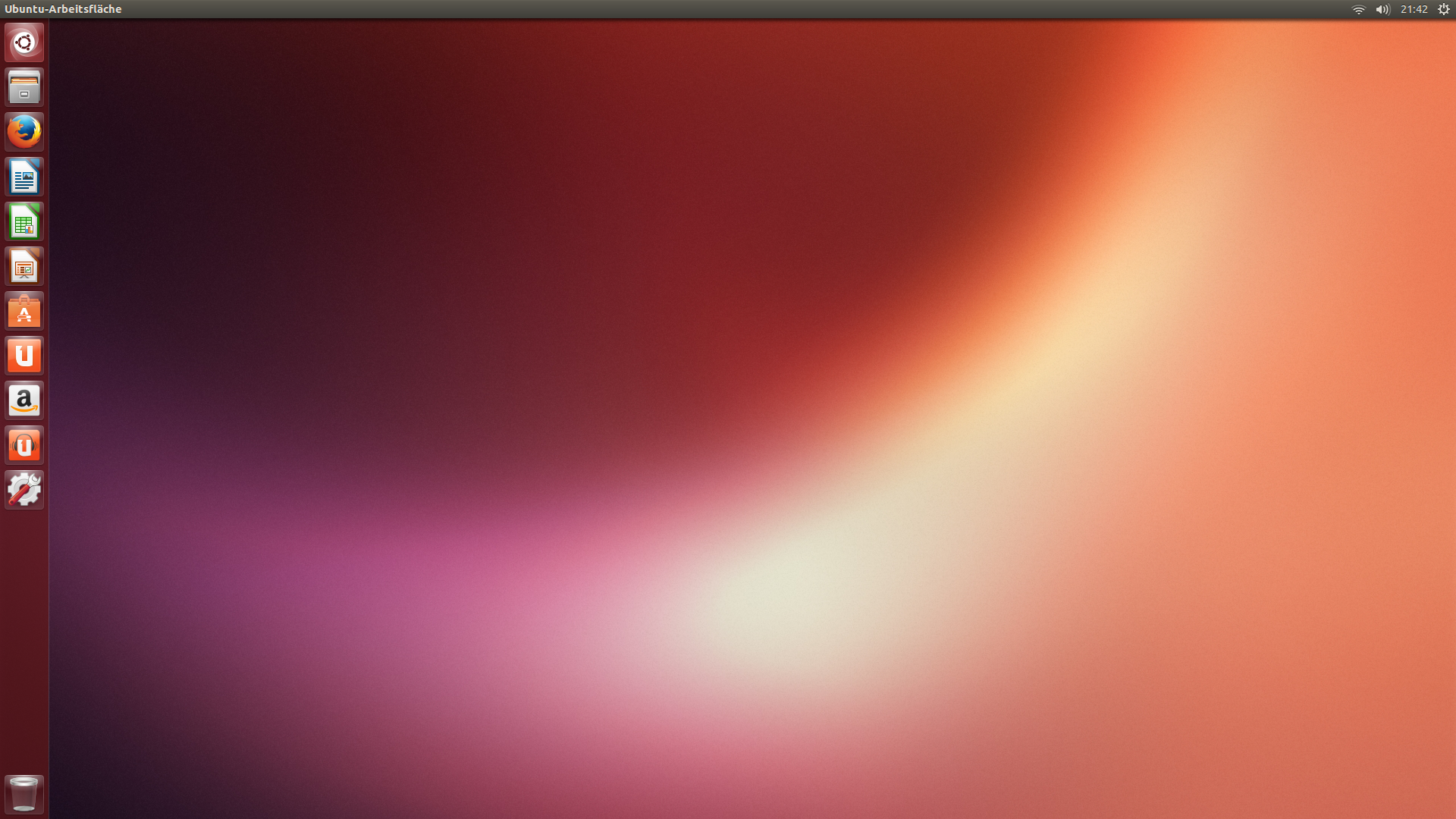
13.04 (Raring Ringtail)
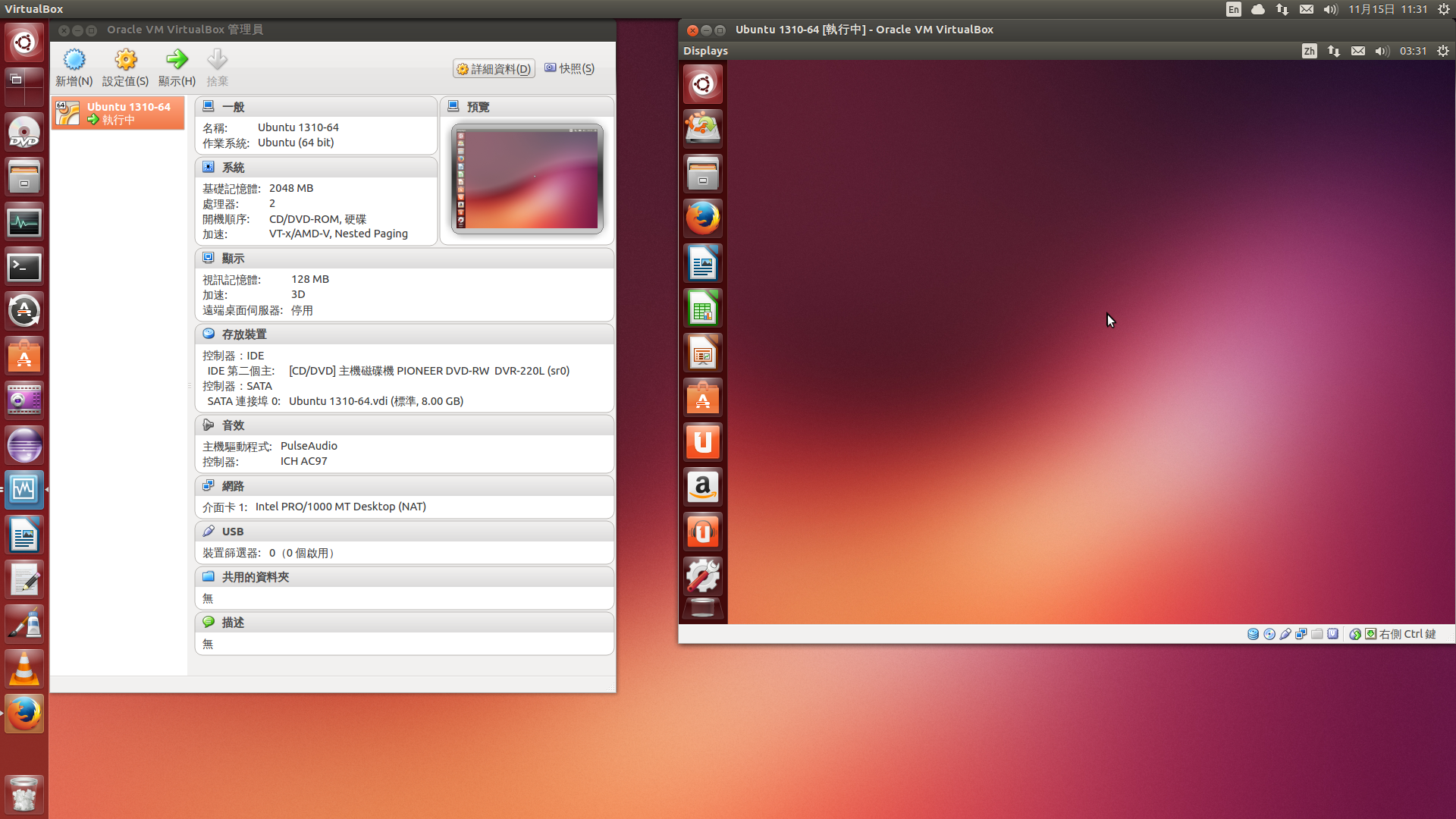
13.10 (Saucy Salamander)
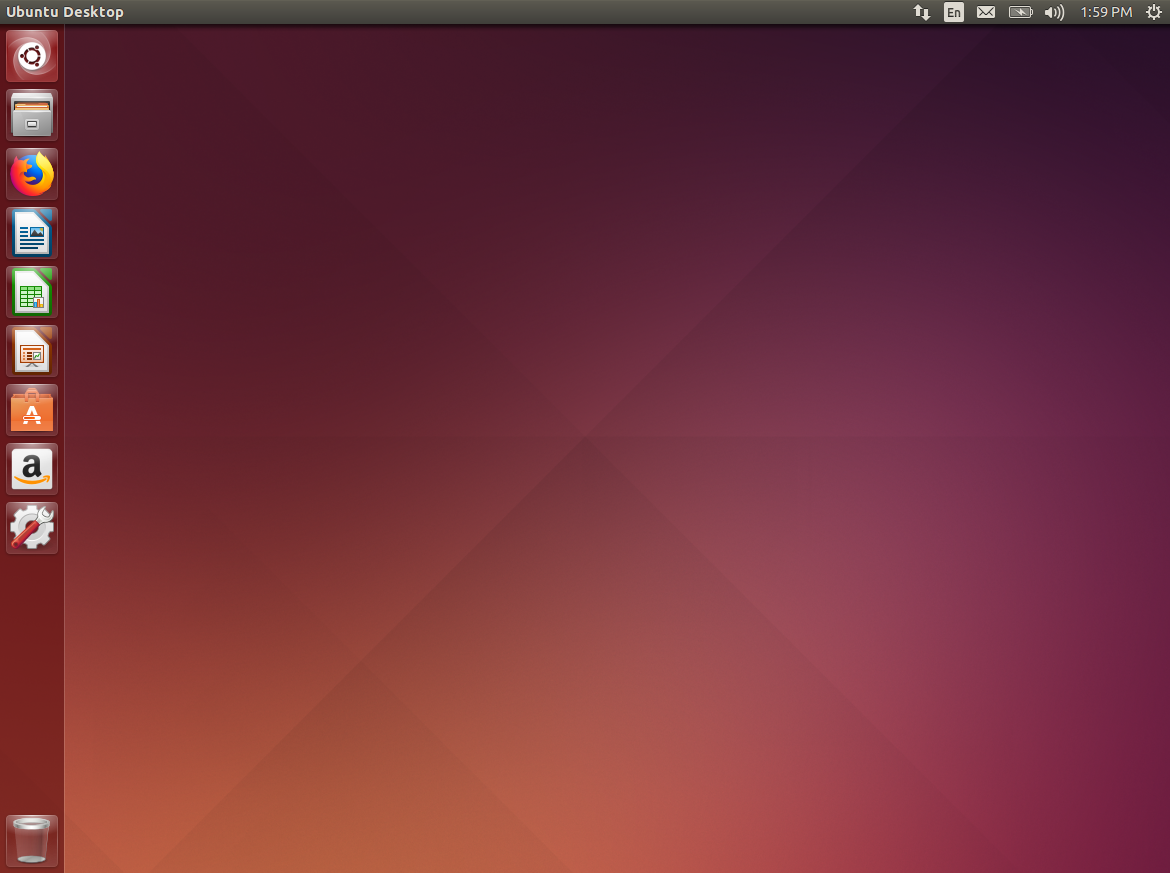
14.04 (Trusty Tahr)
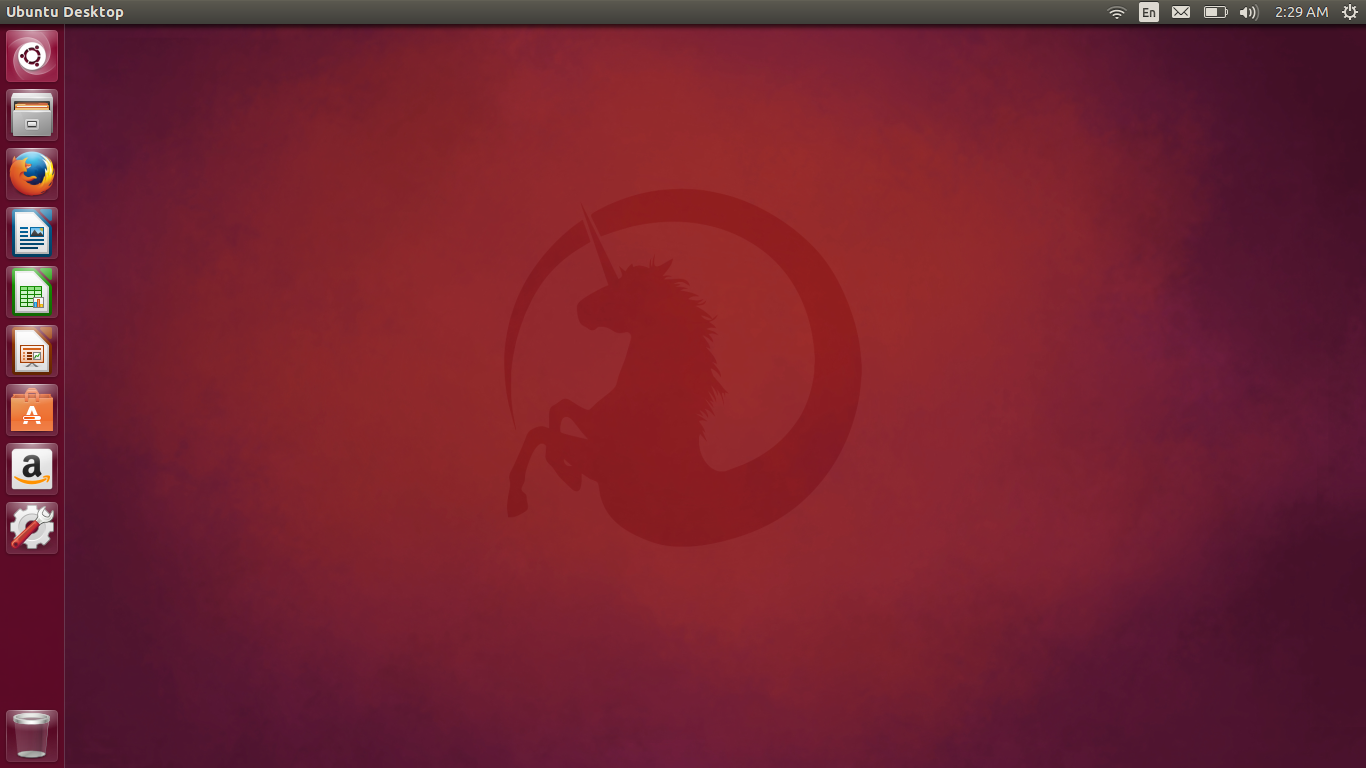
14.10 (Utopic Unicorn)
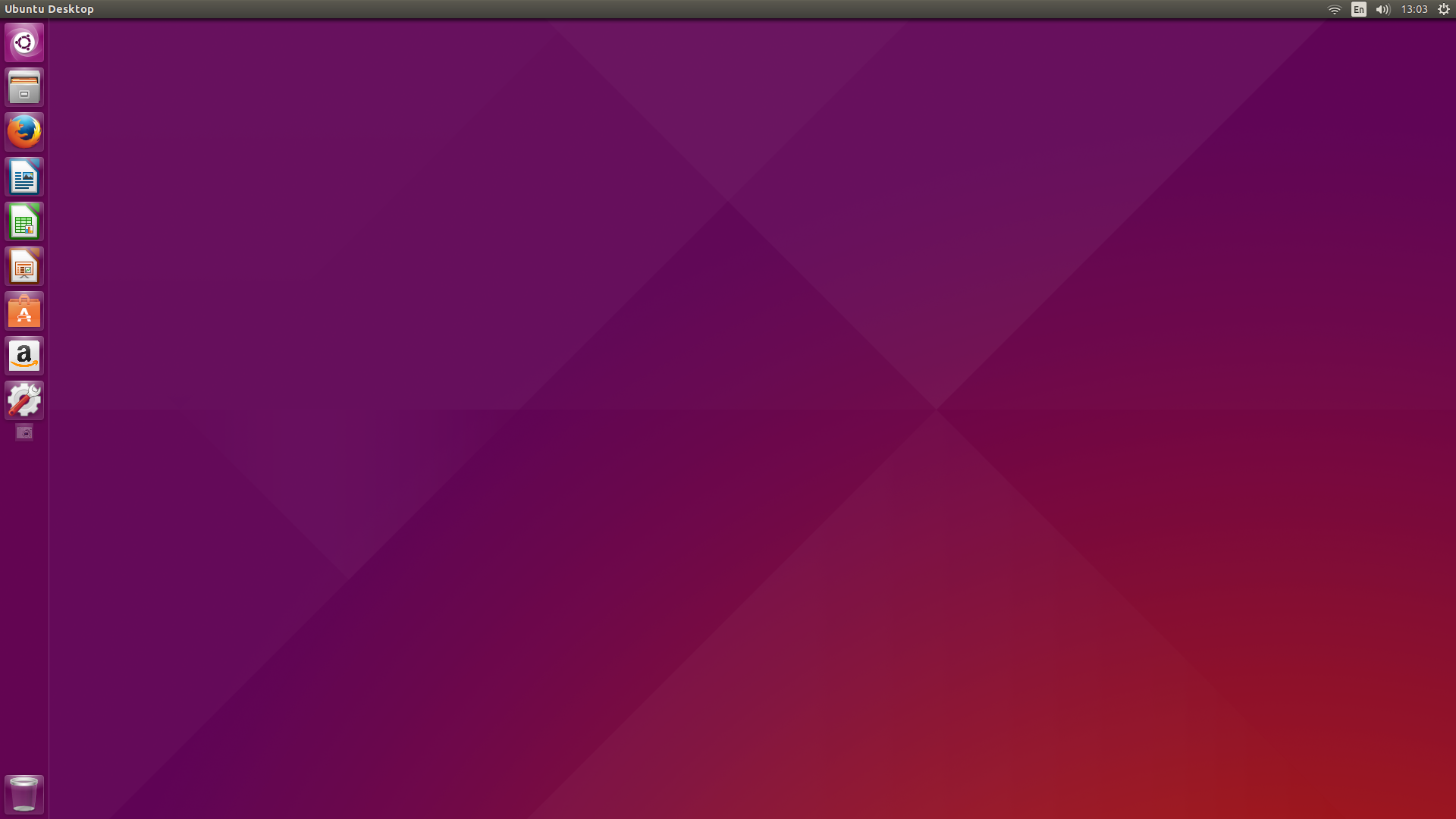
15.04 (Vivid Vervet)
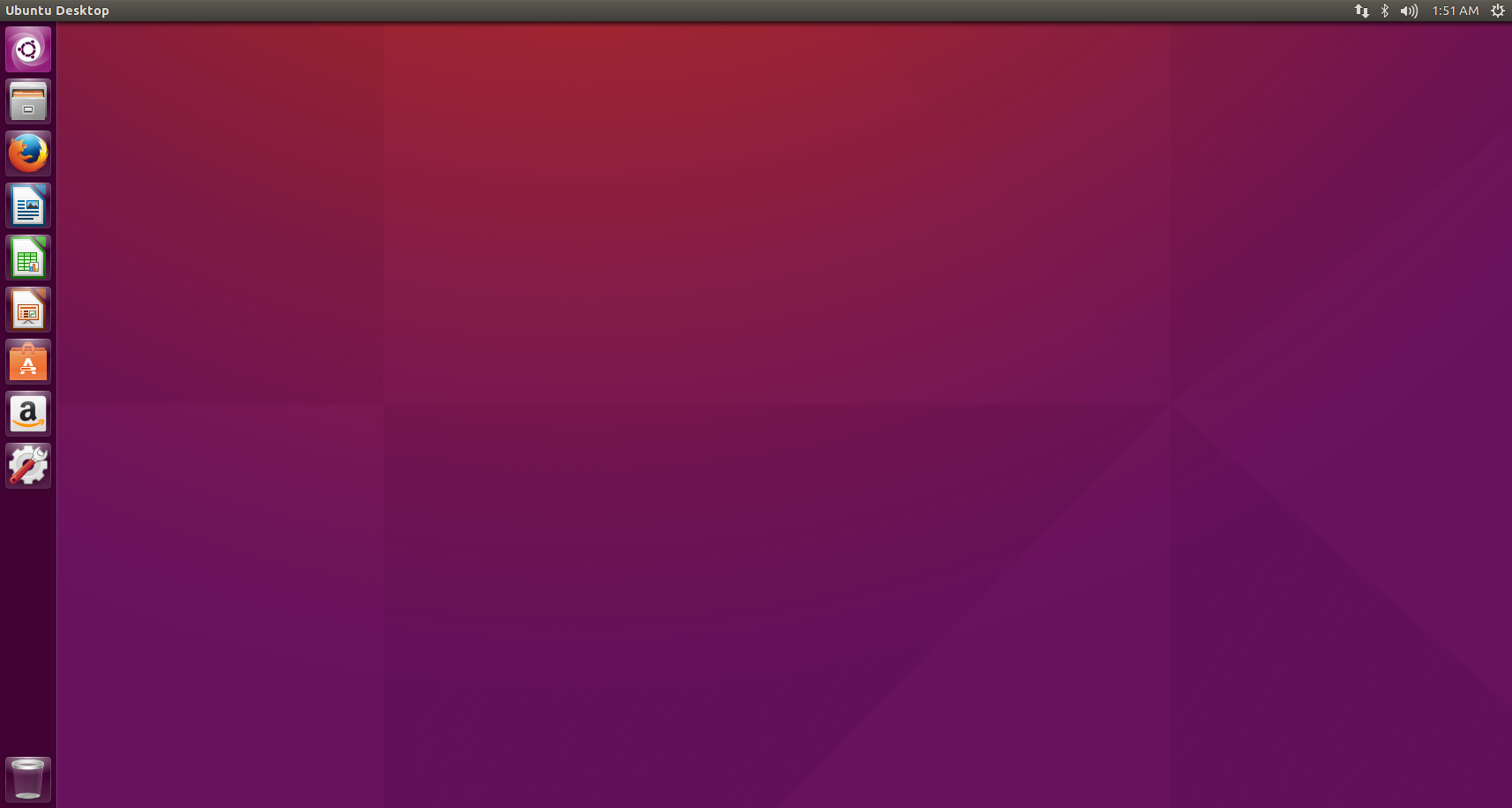
15.10 (Wily Werewolf)
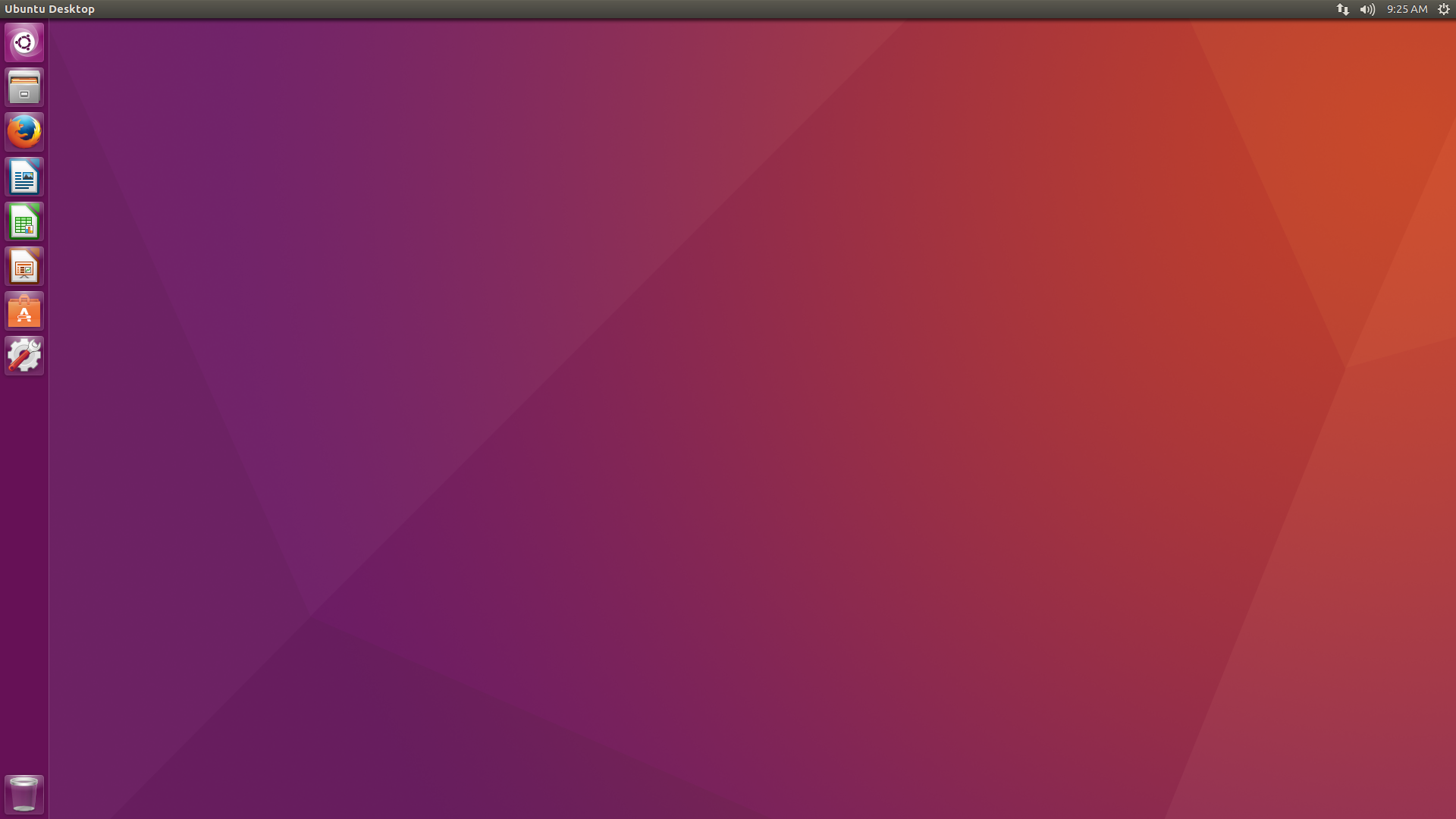
16.04 (Xenial Xerus)
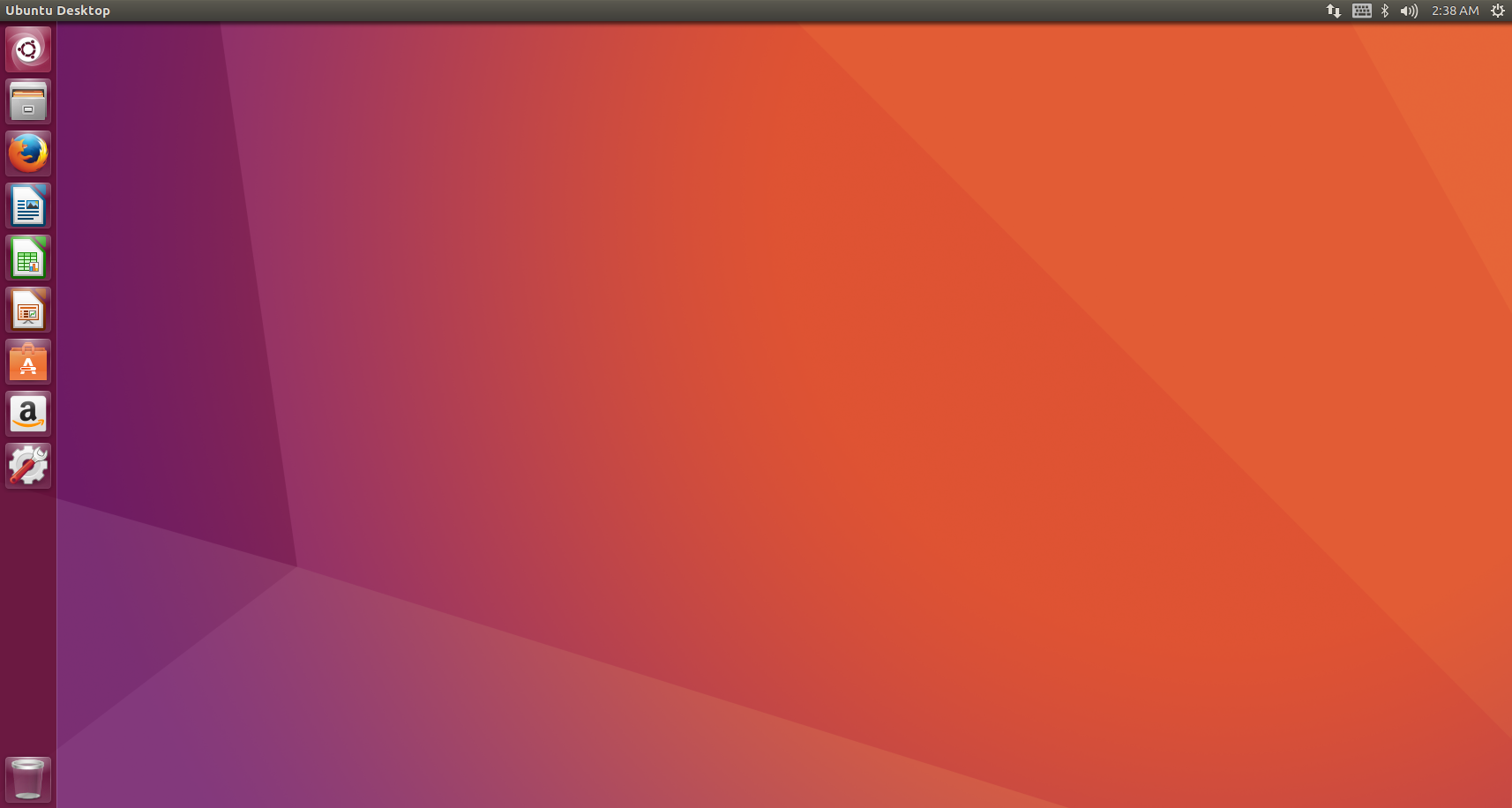
16.10 (Yakkety Yak)
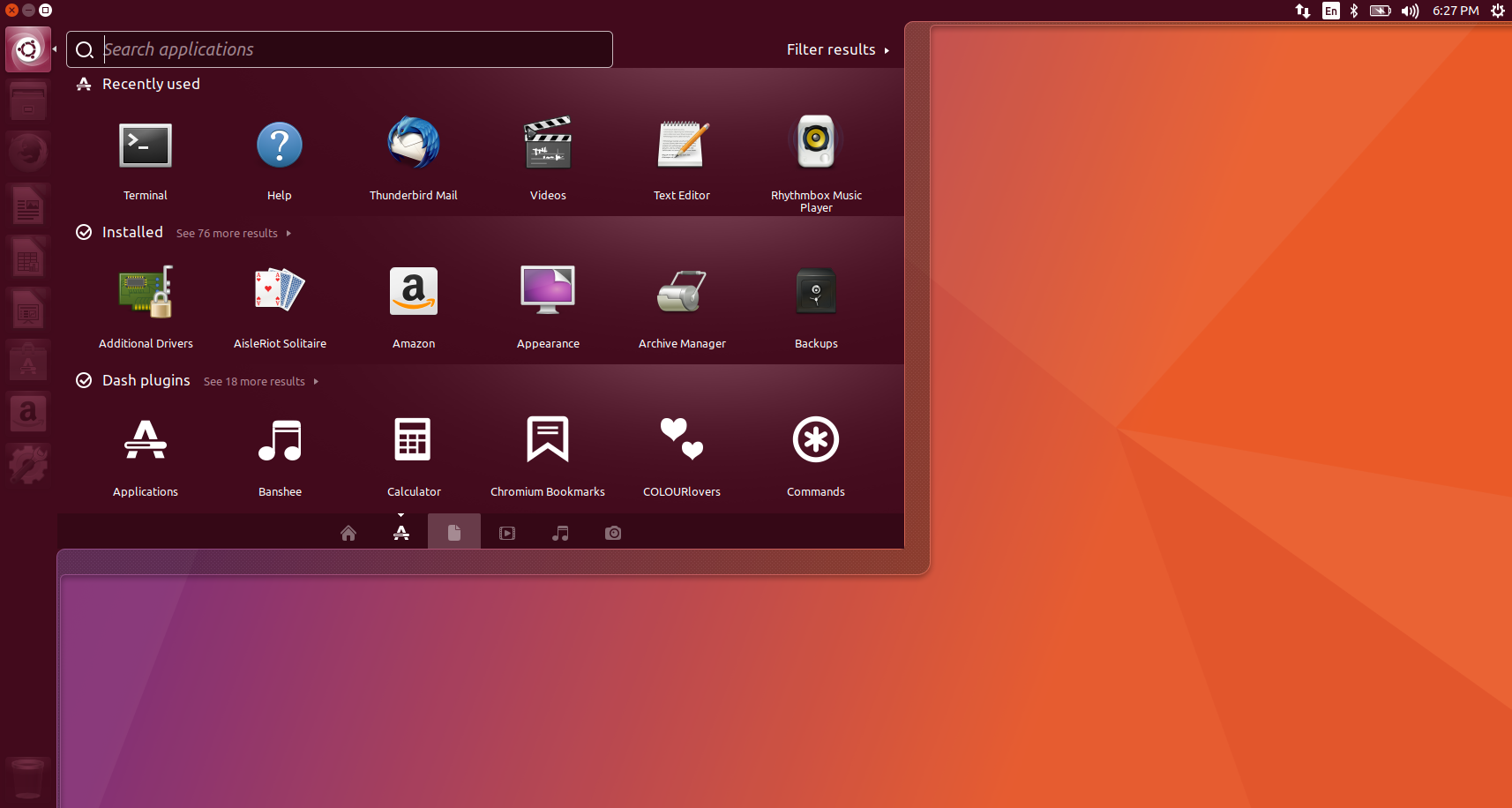
17.04 (Zesty Zapus)
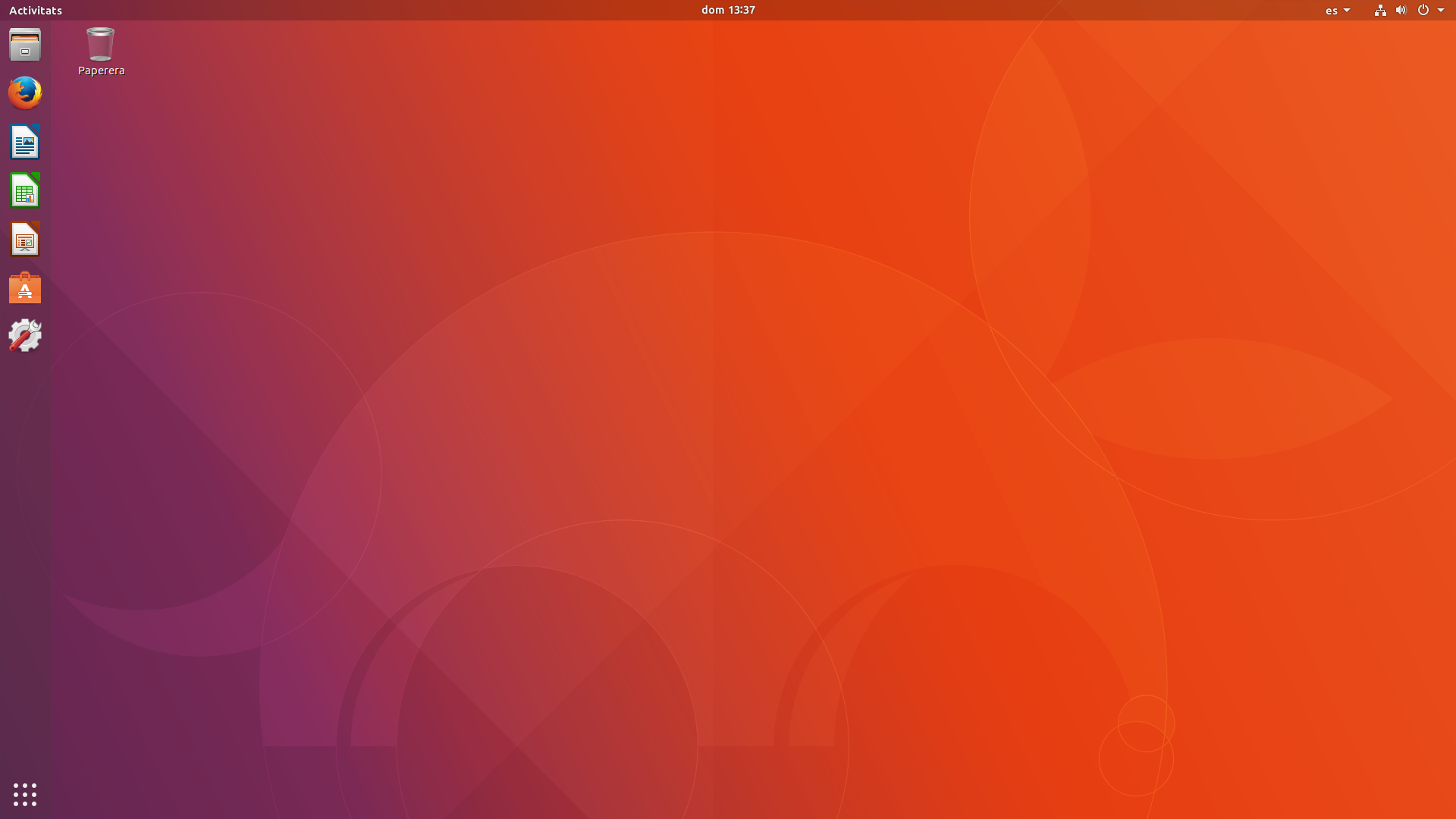
17.10 (Artful Aardvark)
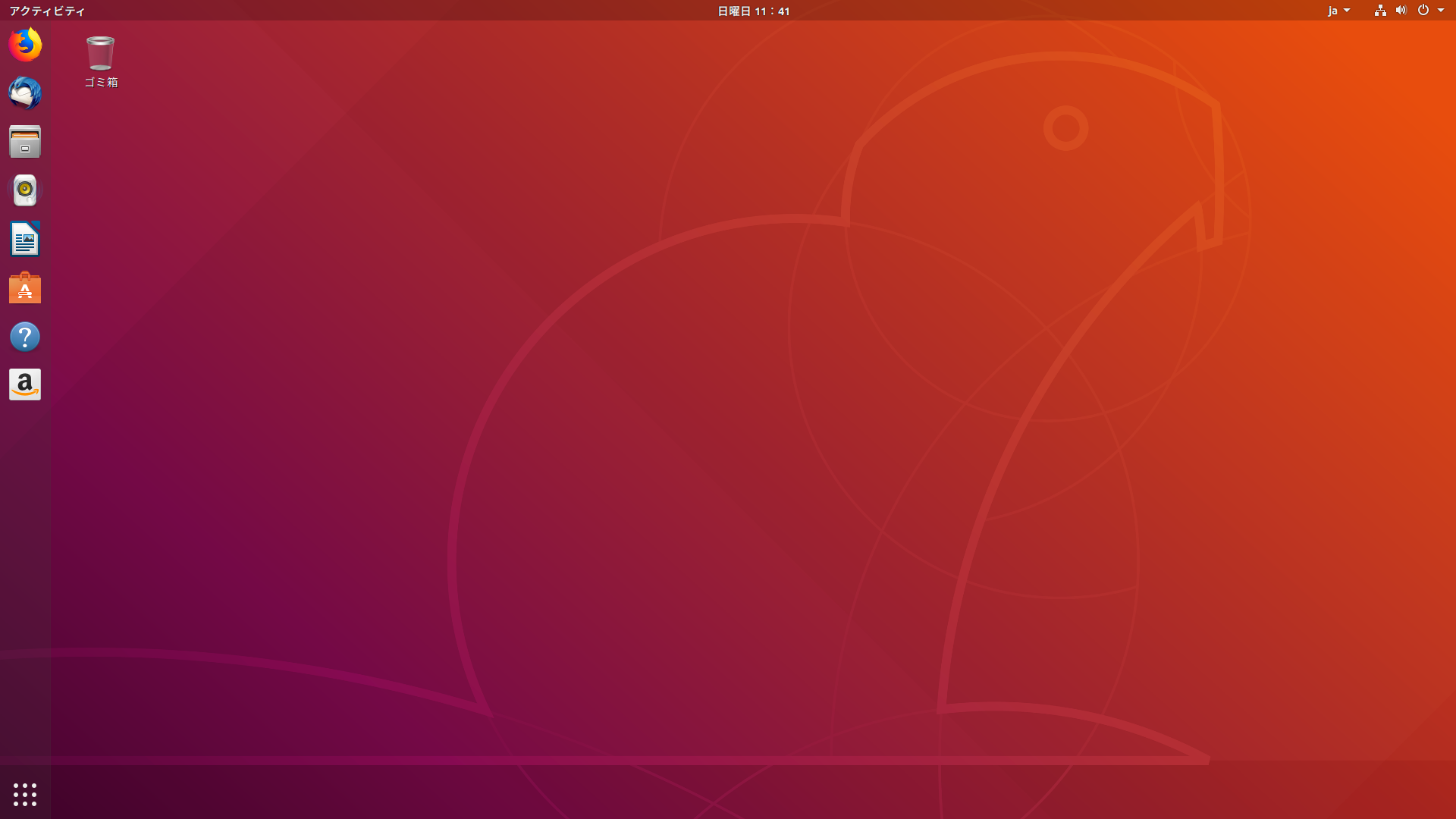
18.04 (Bionic Beaver)
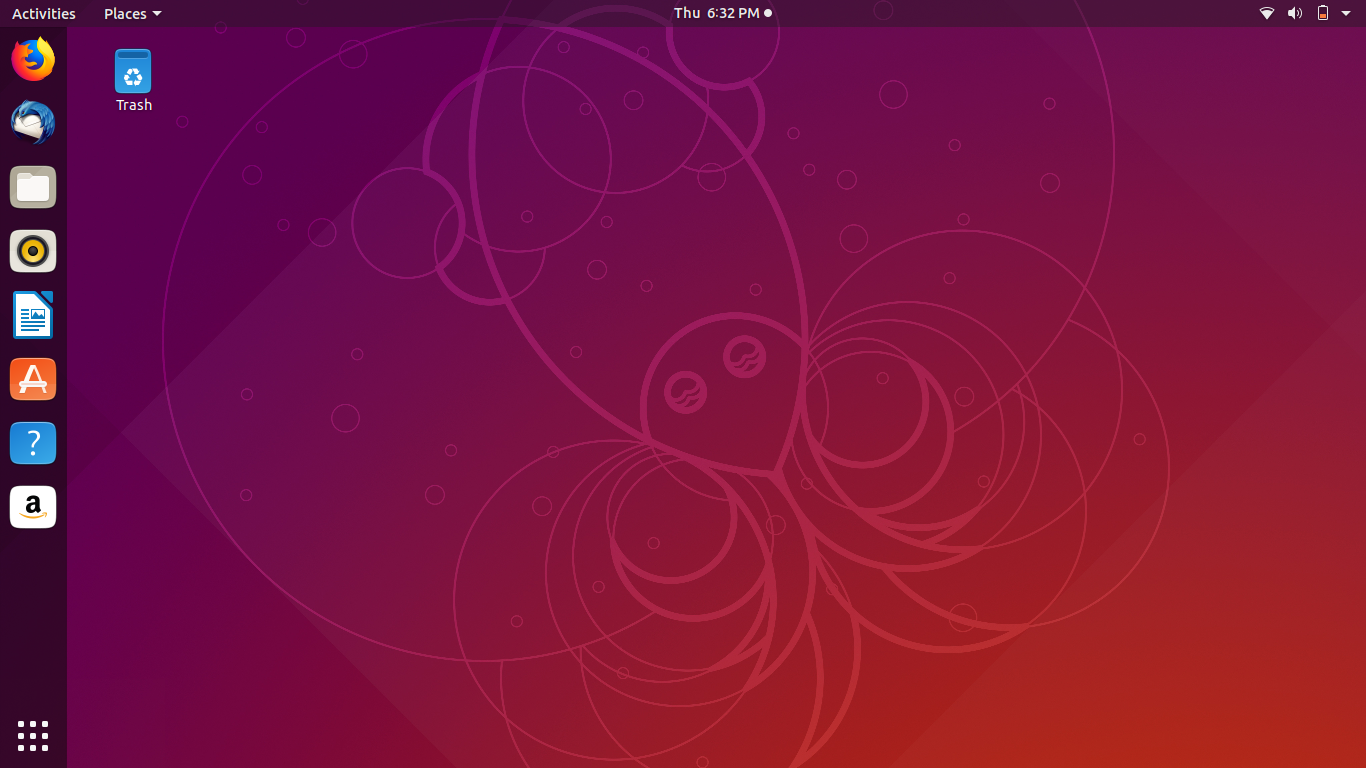
18.10 (Cosmic Cuttlefish)
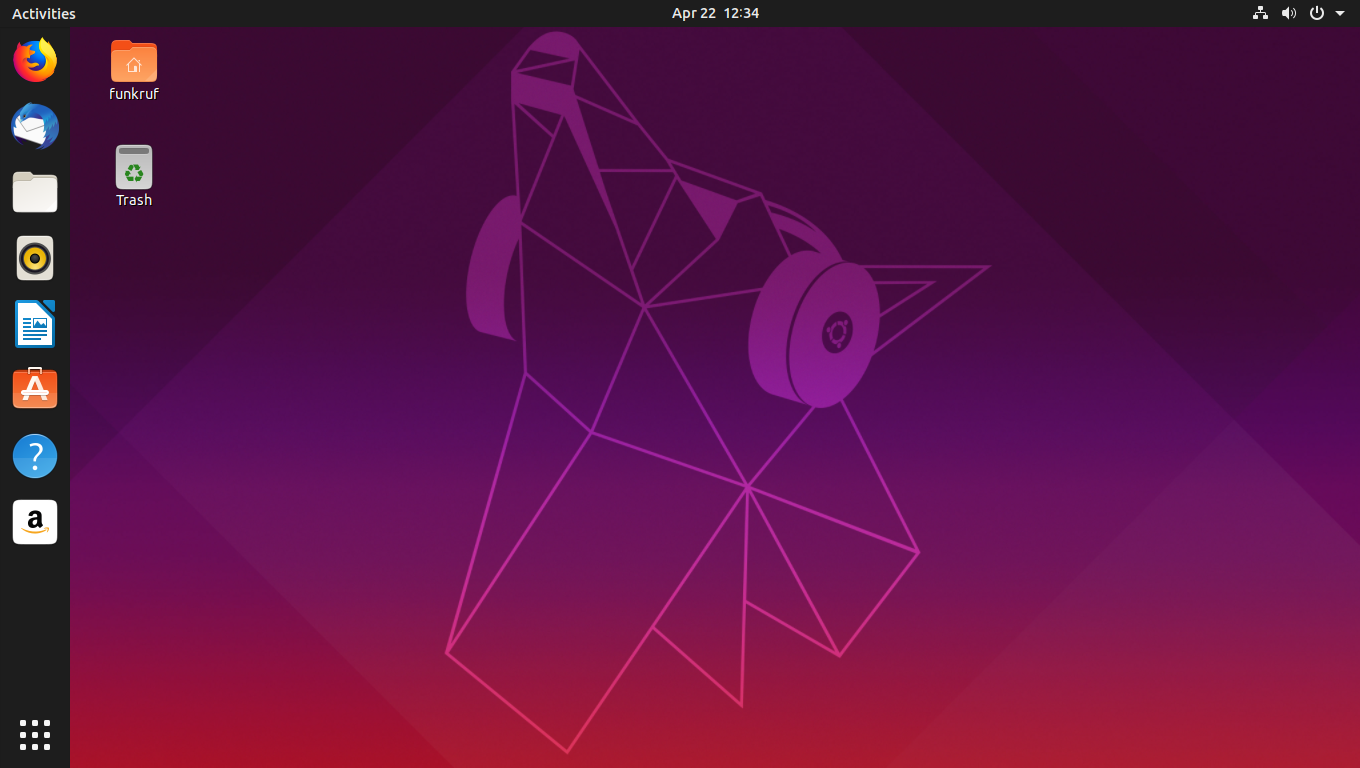
19.04 (Disco Dingo)
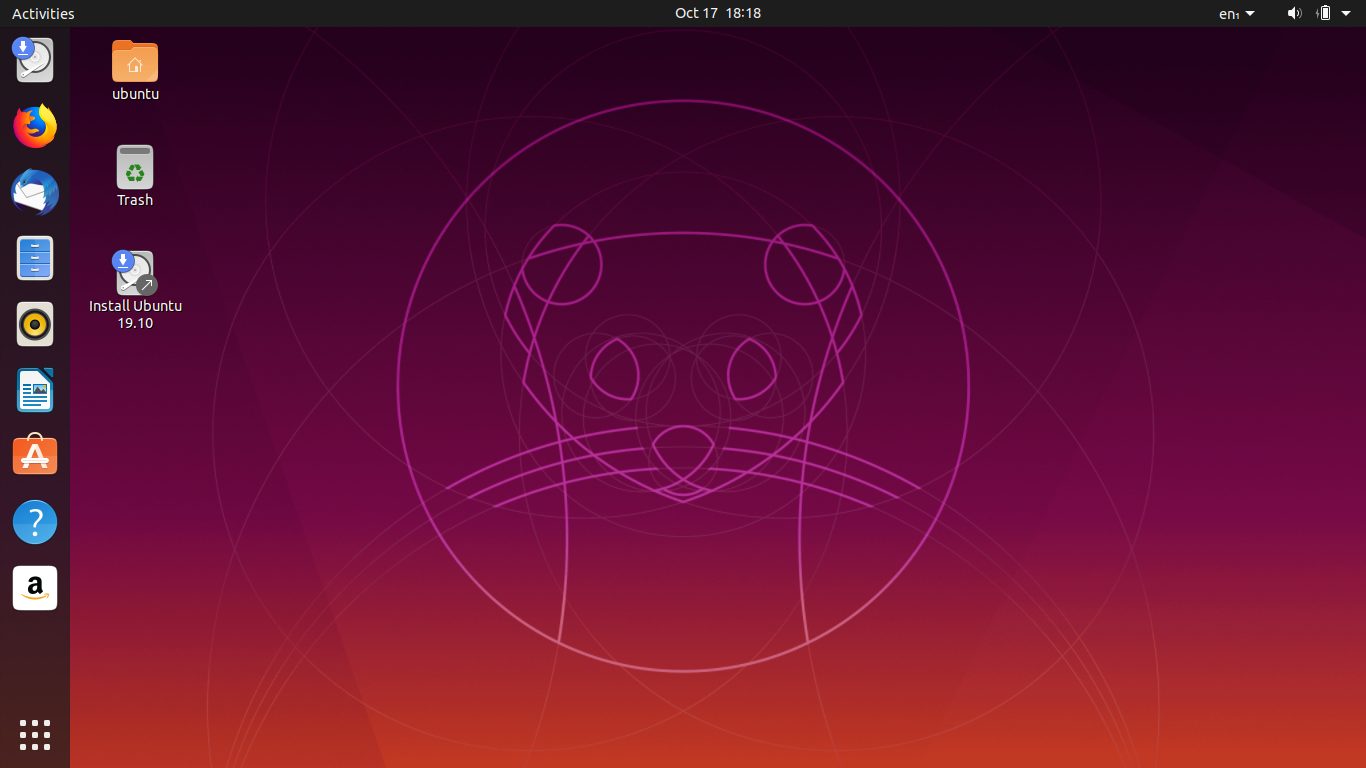
19.10 (Eoan Ermine)
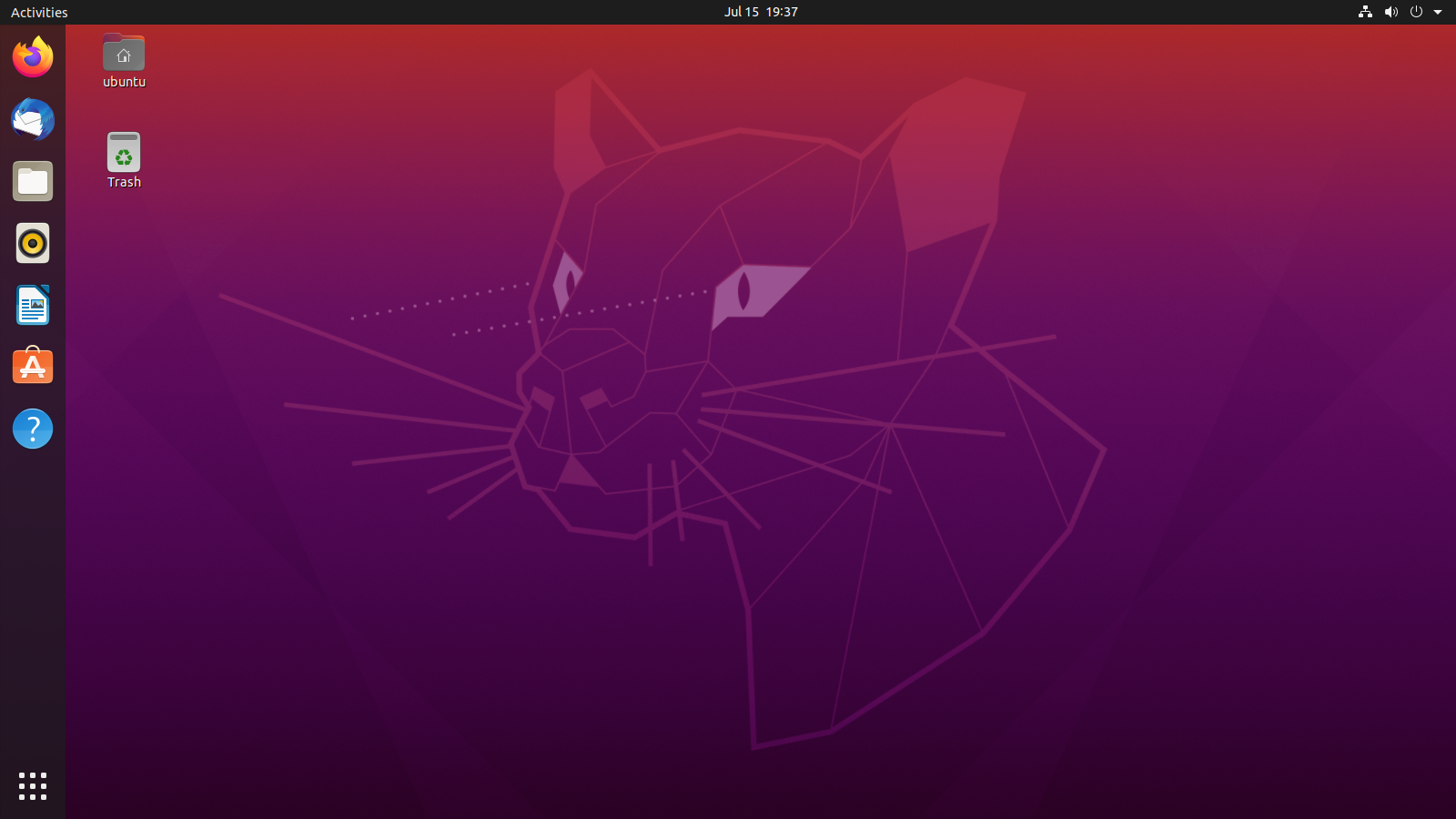
20.04 (Focal Fossa)
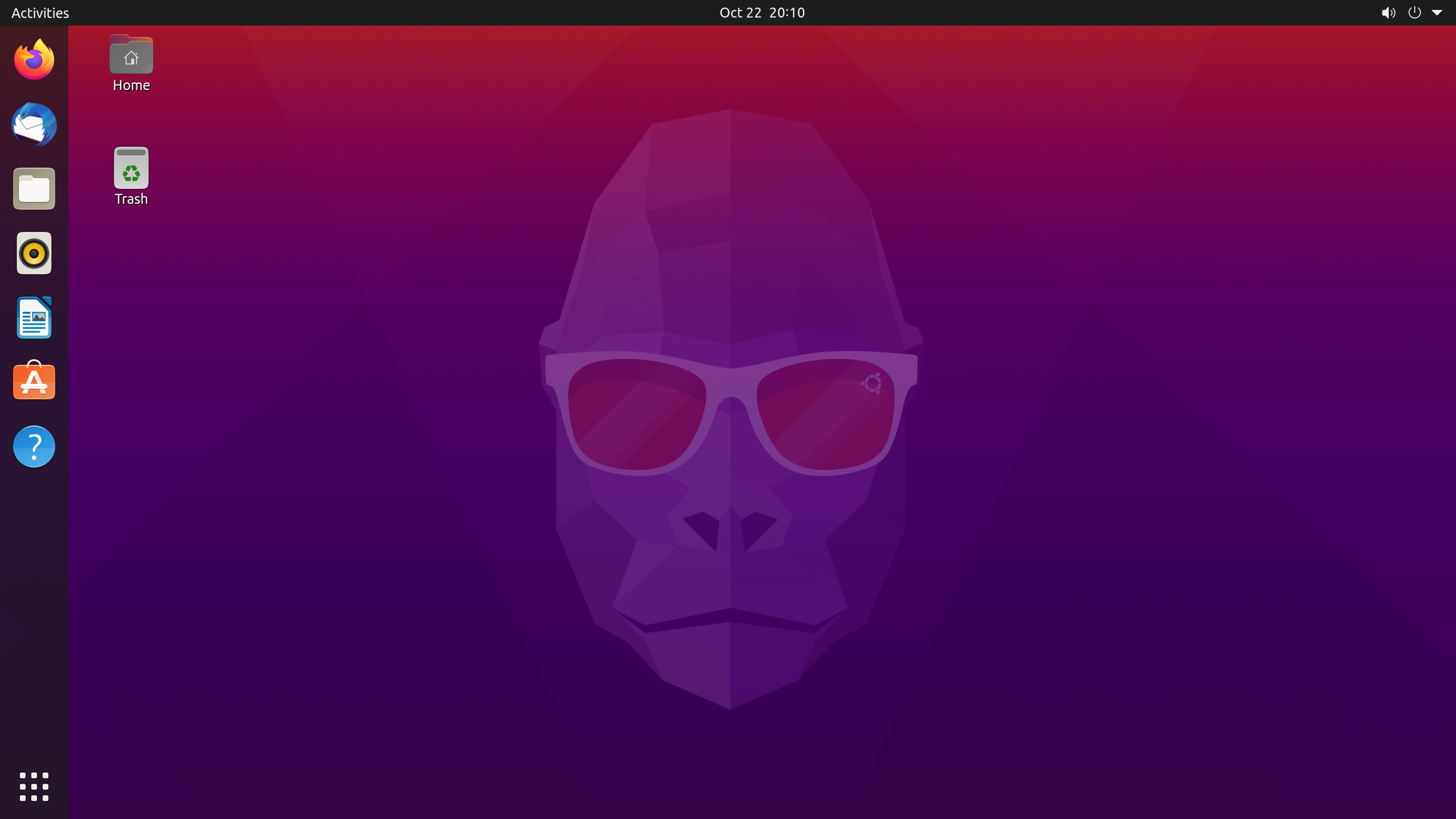
20.10 (Groovy Gorilla)
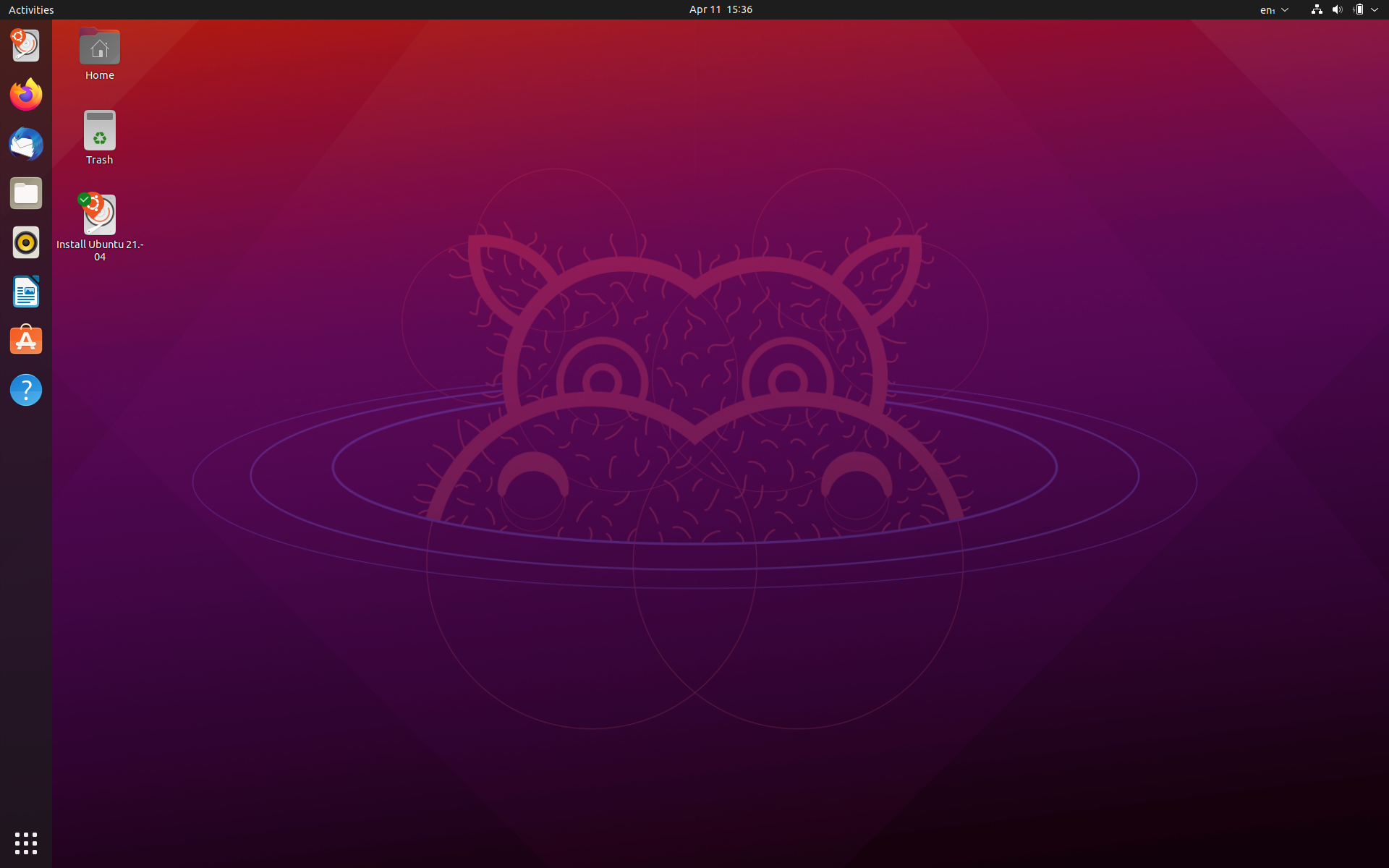
21.04(Hirsute Hippo)
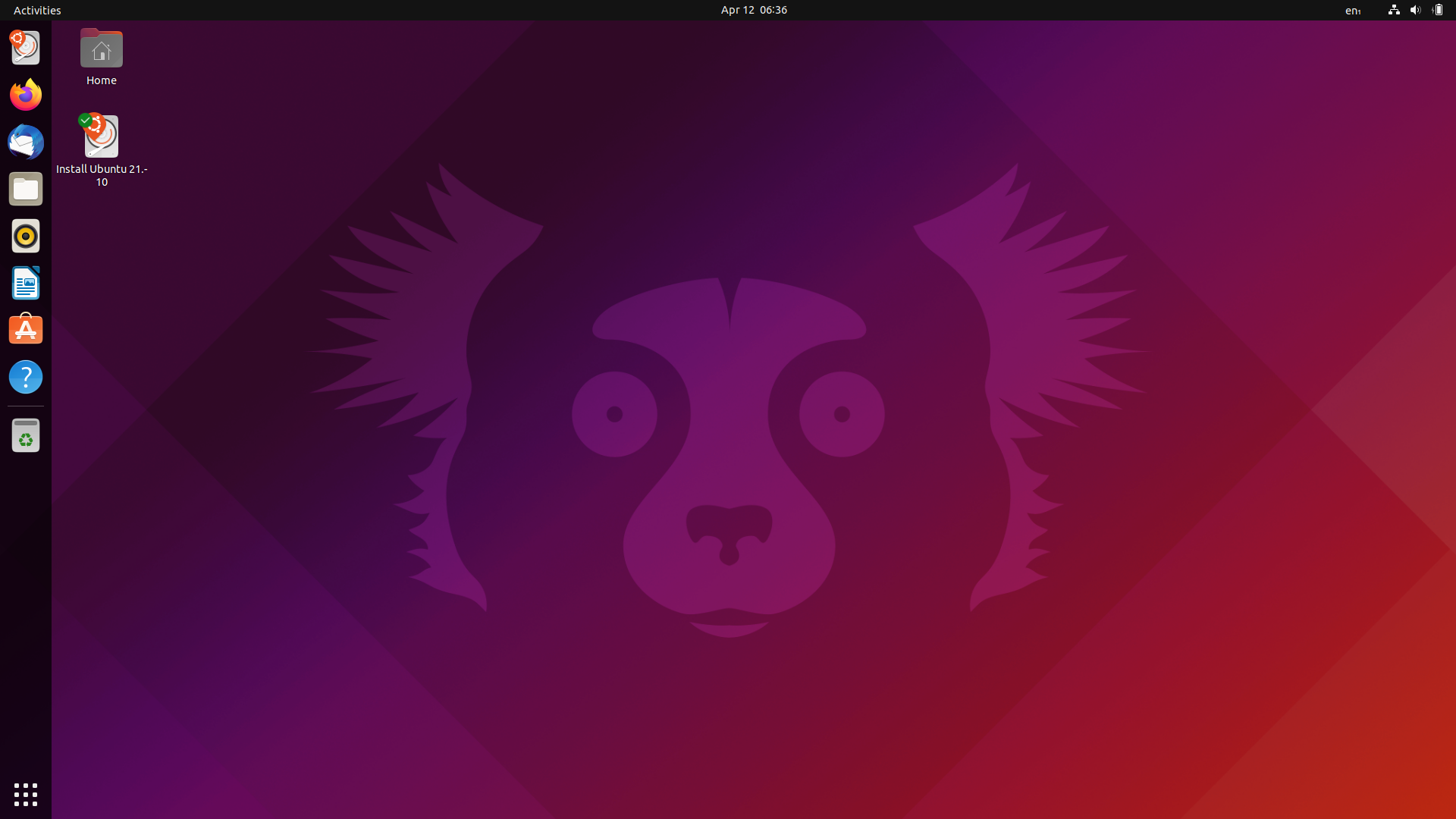
21.10(Impish Indri)
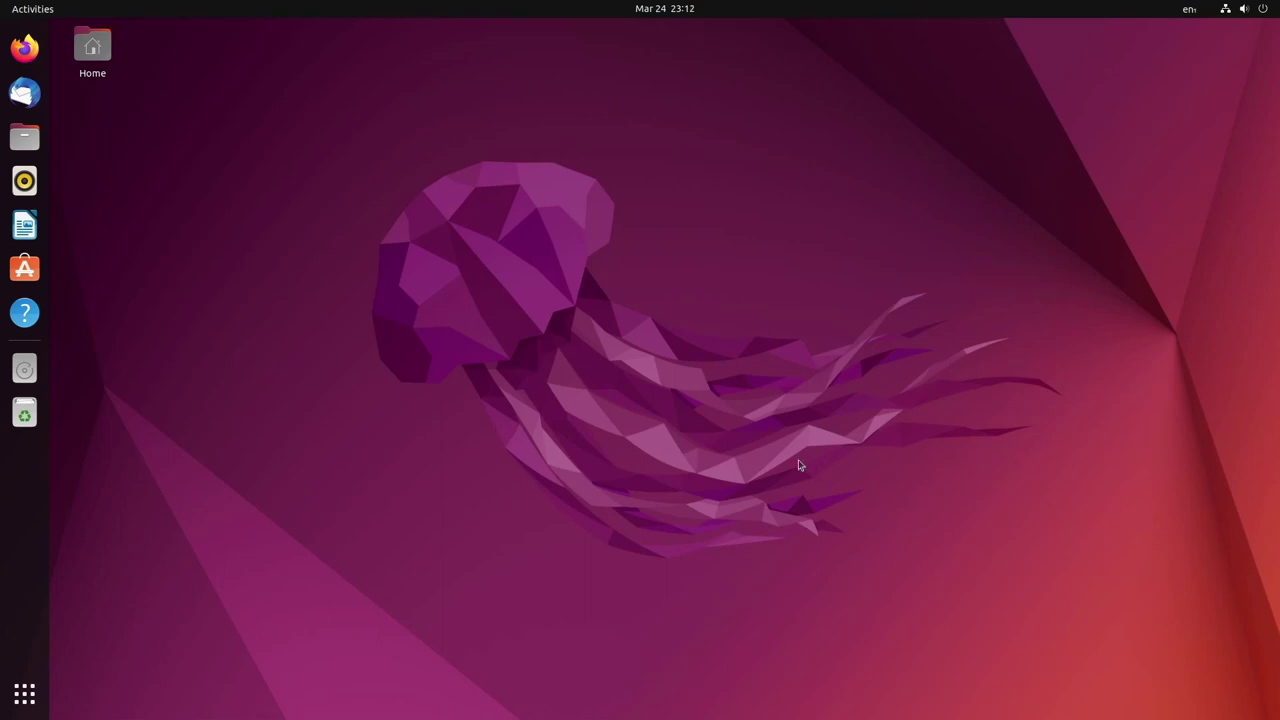
22.04(Jammy Jellyfish)
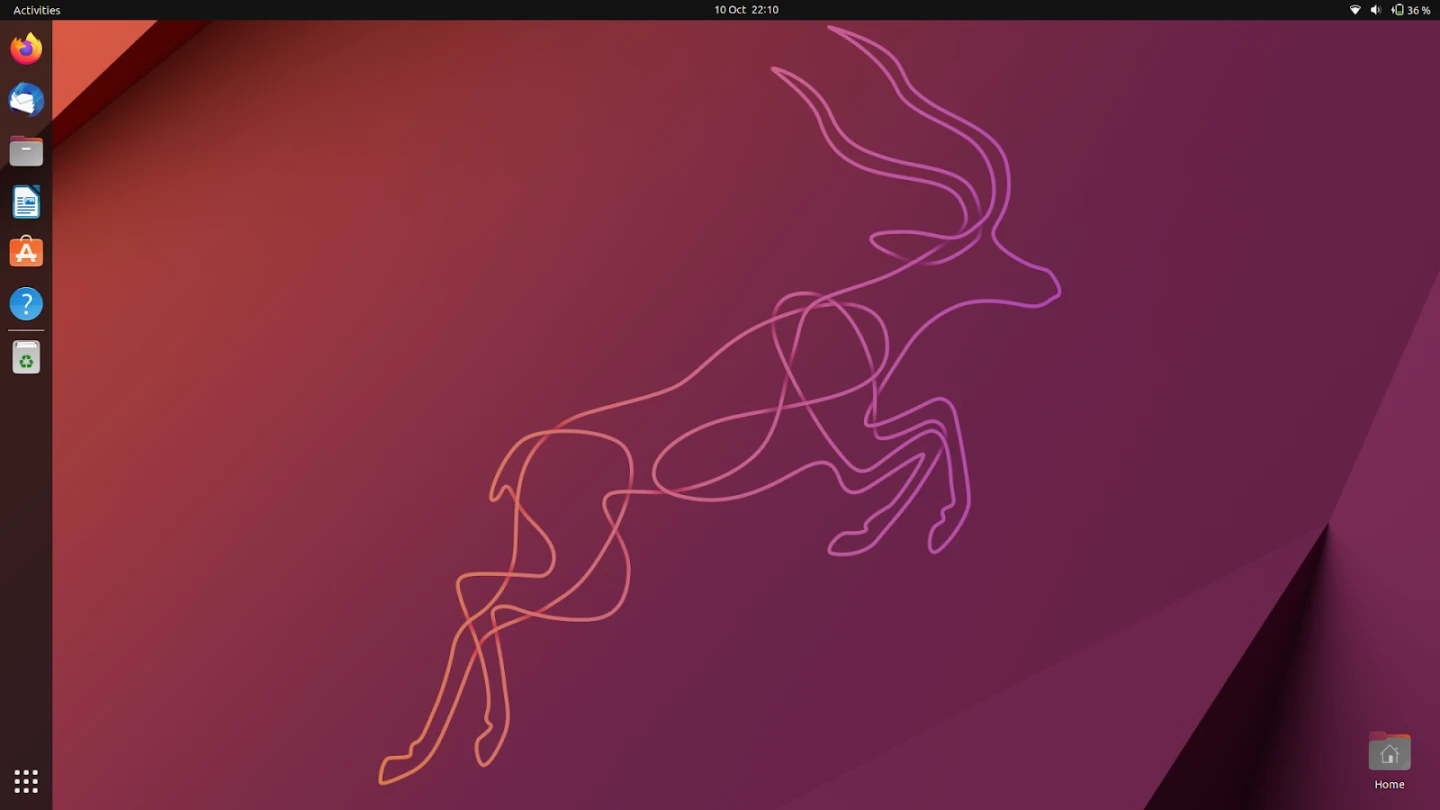
22.10(Kinetic Kudu)
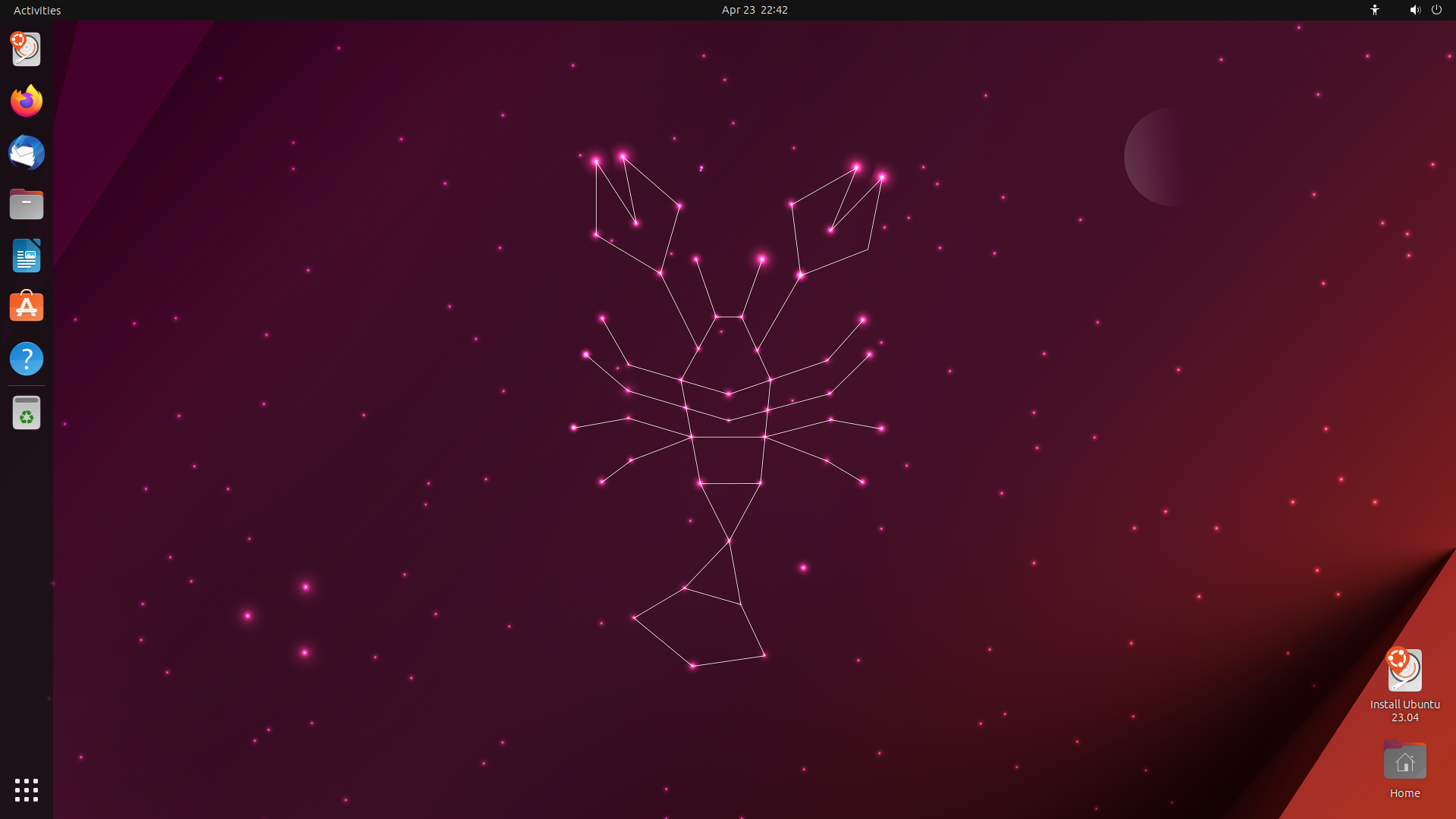
23.04(Lunar Lobster)
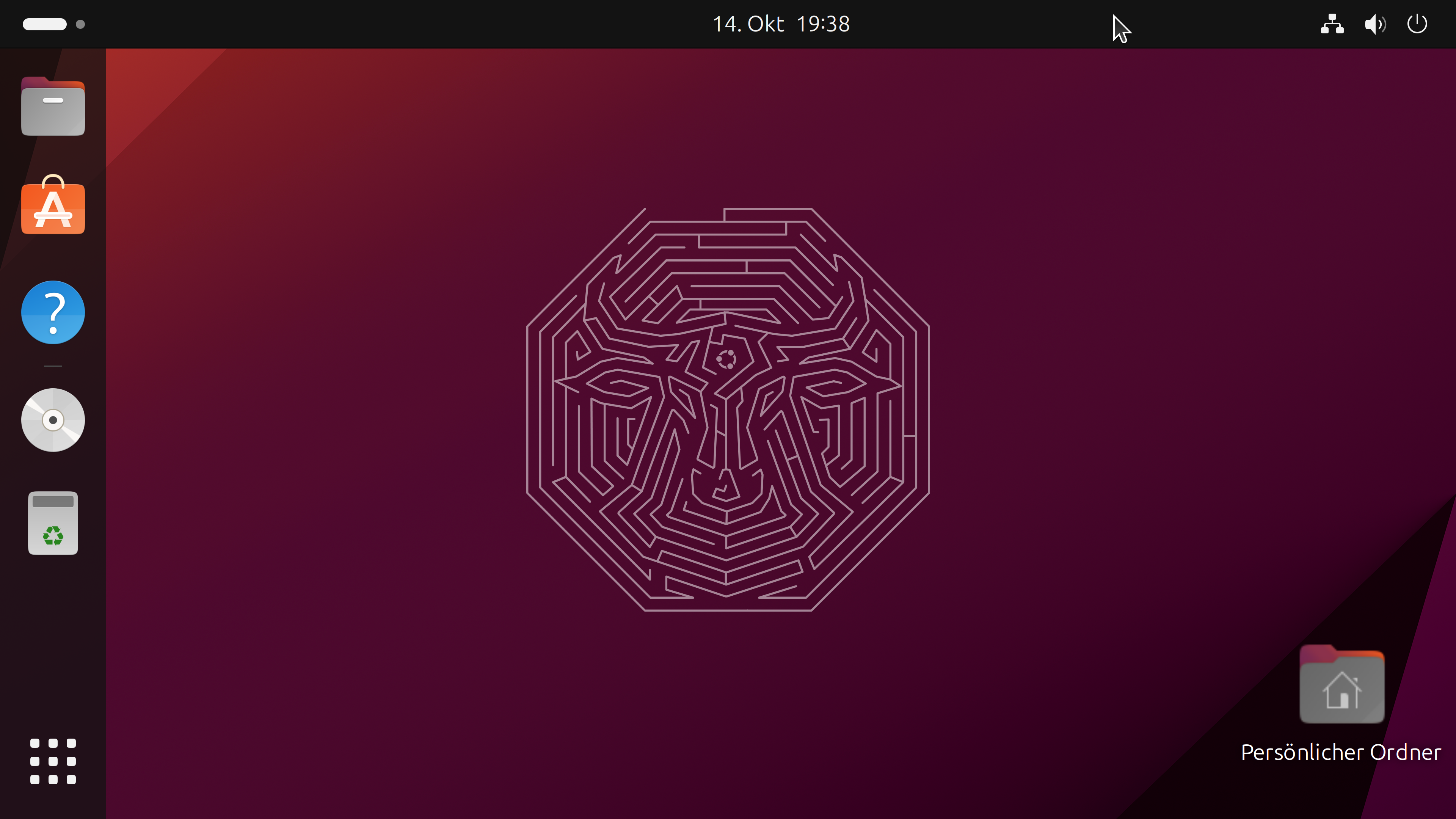
23.10(Mantic Minotaur)
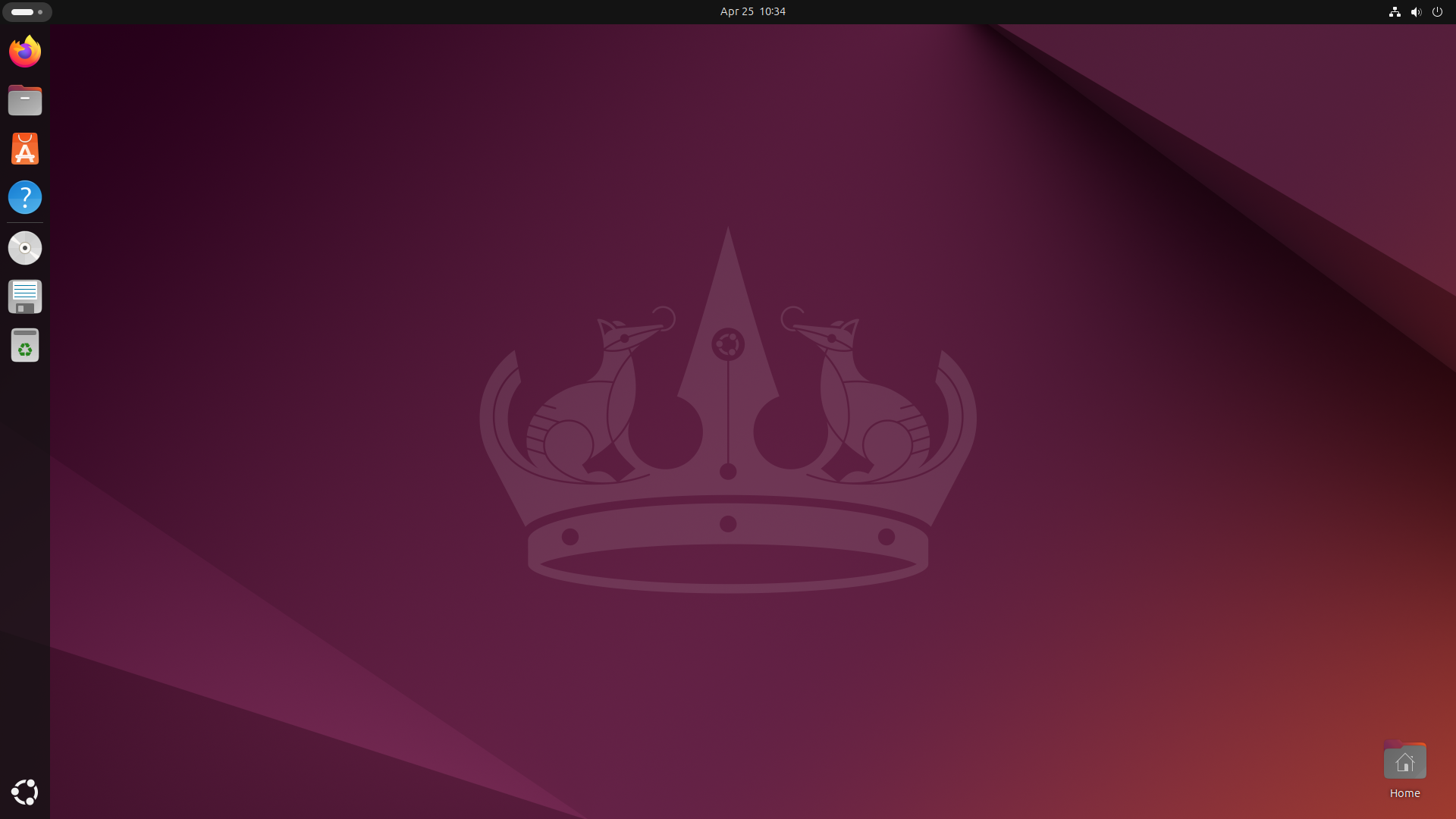
24.04(Noble Numbat)
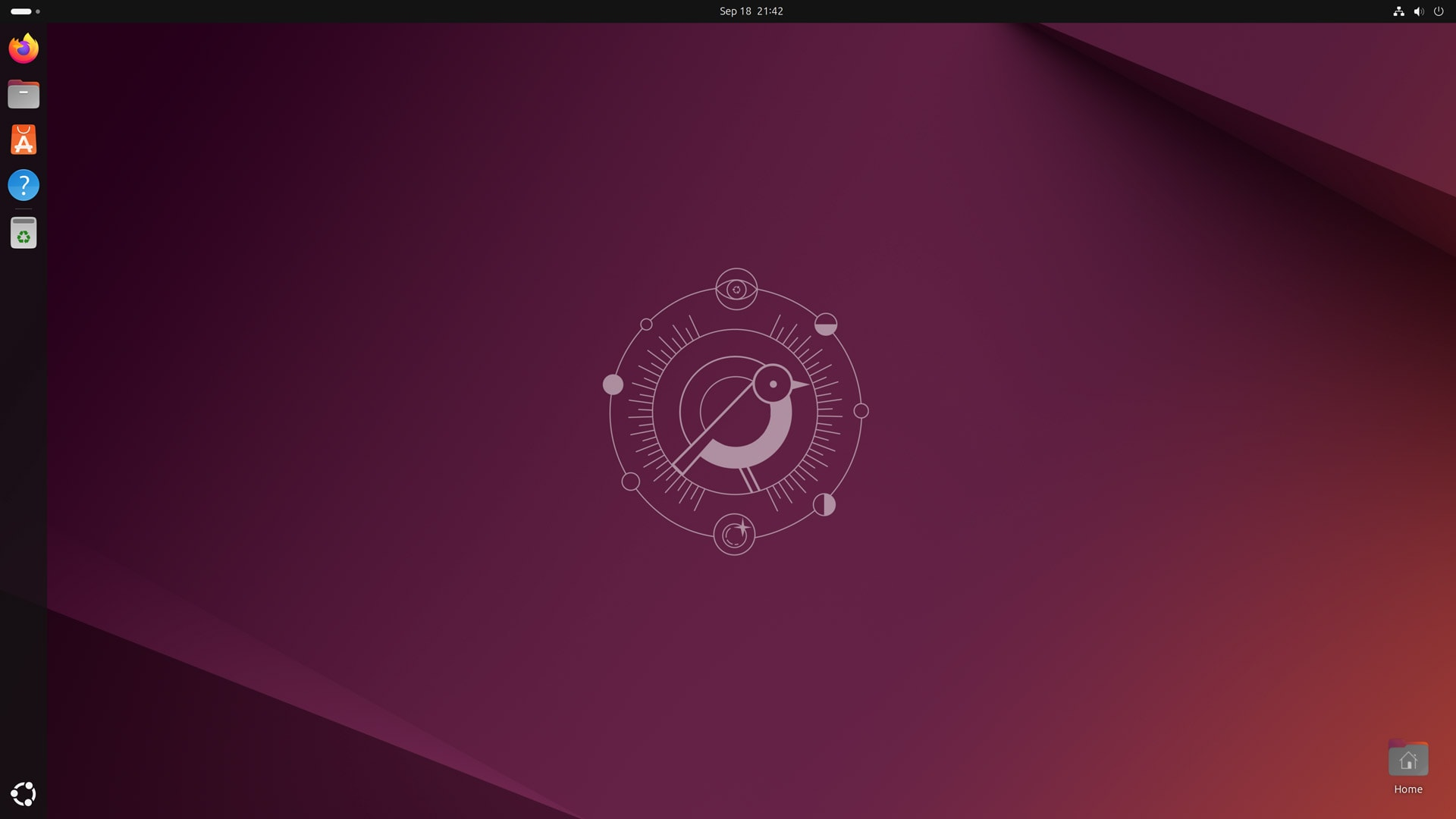
24.10(Oracular Oriole)
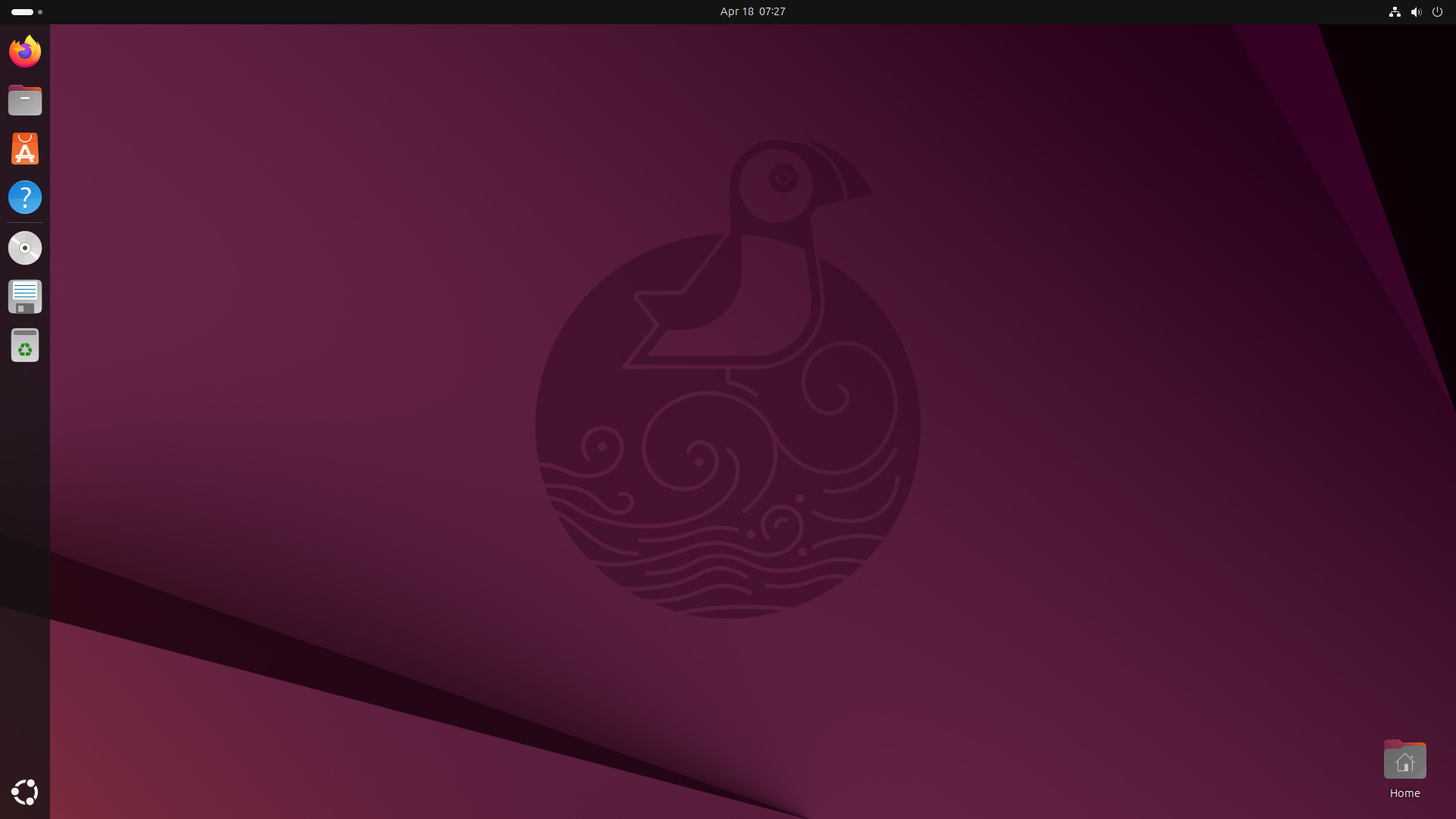
25.04(Plucky Puffin)

## 導入

### 必要環境
2024年現在、CPUはx86_x64、ARM、RISC-V、IBM Power、IBM Zに対応している。サーバー版では8.04より前のバージョンでSPARCも対応していた。非公式なPowerPC版（7.04以前ではPowerPCに公式対応していた）やIA-64（Itanium）版、プレイステーション3版もある。Ubuntu 18.04以前はx86に対応していたが、18.10以降は非対応となった。
デスクトップ版
良いパフォーマンスが得られる「推奨最低環境」は以下の通り。これ以下の低スペックでもXubuntuやLubuntuを利用すれば、必要なメモリやディスク容量は少なくて済む。
- 2GHzデュアルコアプロセッサ
- 4GBシステムメモリ
- 25GBのディスク空き領域
- 3Dアクセラレーション対応GPU(256MB以上のVRAM)
- 1024x768以上の解像度のディスプレイ
- CD/DVDドライブまたはUSBポート
- インターネット接続(推奨)

サーバー版
- CPU:amd64、arm64、armhf、ppc64el、riscv64、s390xアーキテクチャ
- メモリ:最低1GB、3GB以上推奨
- ストレージ:ISOイメージの場合5GB、クラウドイメージの場合4GB。25GB以上推奨[71]。

### 導入方法

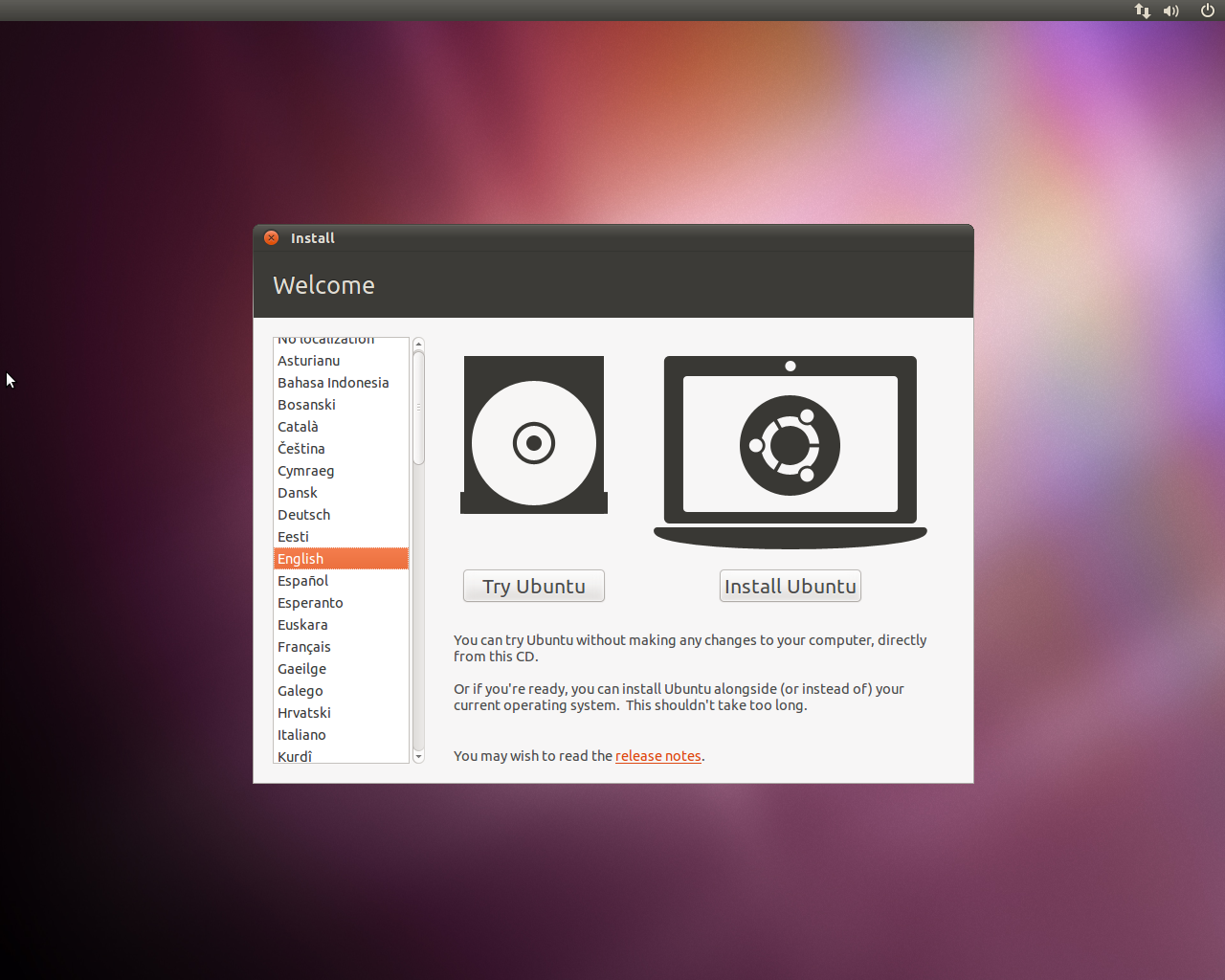
Live CD (Ubuntu 10.10)

標準的な導入で必要機能全てが揃うように設計されている。導入媒体はLive DVDとなっており、HDD等への導入と試用の両方ができる。導入前に使用予定の機種が適合しているかを確認できる。Windows環境からの移行に対応されており、お気に入り、壁紙、設定などを簡単に移行できる。

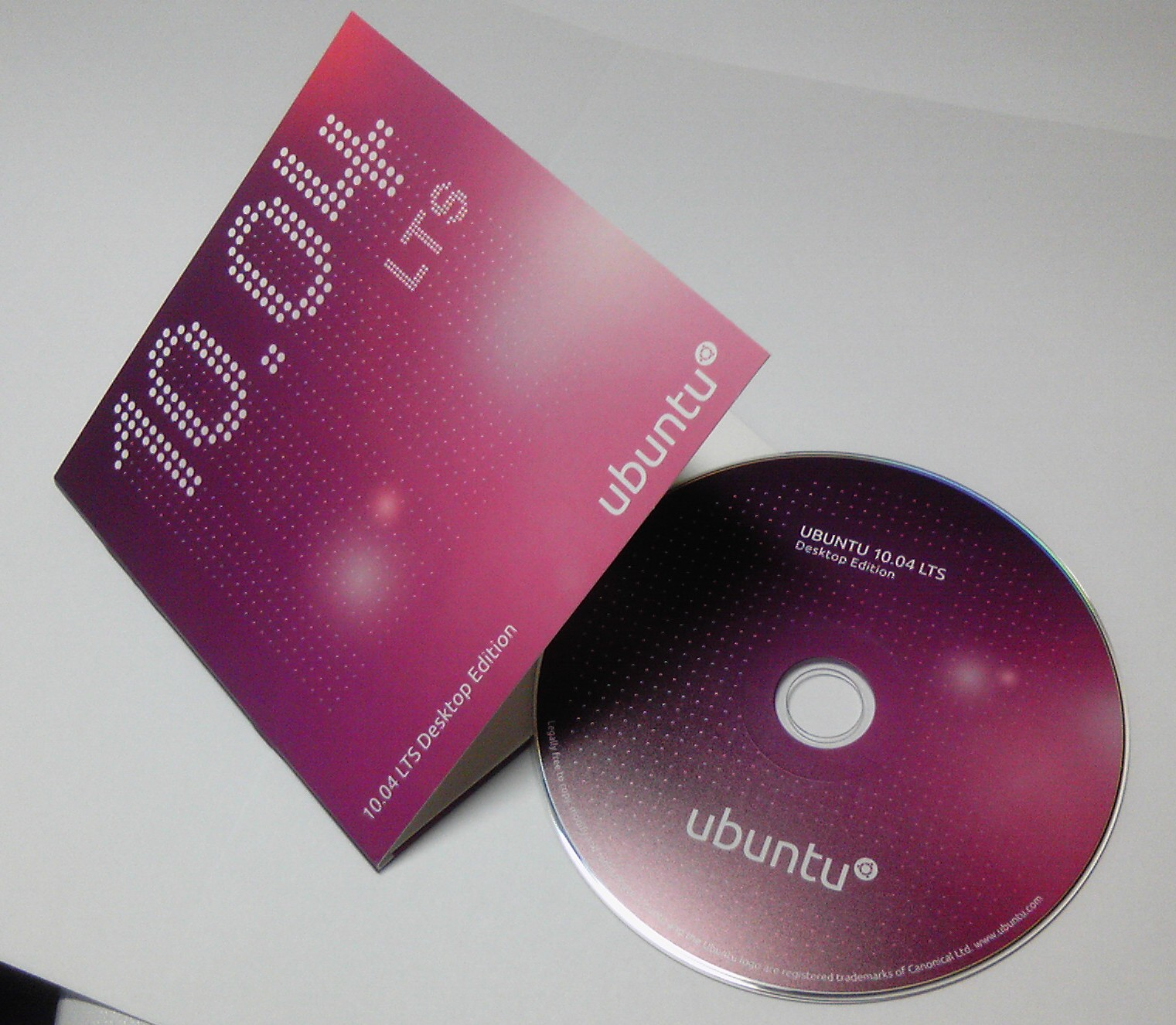
Ubuntu の導入用CD。ほとんどの場合はこのような媒体を入手せずに、必要なISOイメージファイルをインターネットから落として導入する。

isoイメージは公式サイトからダウンロードする。イメージ書き込みツールを用いてDVD/USBに書き込む事でLive DVD/USBを作成できる。Live USBはUnetbootinやUbuntuにプリインストールされている「スタートアップ・ディスクの作成」で作成できる。オープンソースカンファレンスなどの会場に行くことでDVDを入手することが可能なこともある。
また、DISCなどから起動できるため、何らかの理由でwindowsが起動できなくなった際、（ただし、HDDなどが壊れていないことが条件）ファイルを救出するなどの用途で使われることがあり、その方法を記した本の付録としてUbuntuのISOイメージがDVD付録として付いてくることがある。
複数PCへの一斉導入や低スペック環境も考慮し、PXEなどのネットワーク起動での導入にも対応している。標準ではTUIでの導入が可能であり、導入時には必要な環境構成を選べる。
ShipItと呼ぶインストールCDを無償送付するサービスを2005年から提供していた。メールで送付先を送るだけで注文することができた⁠。2009年10月に採算上の理由から初めて注文する場合に限り無料となり、それ以降は5枚1組、税抜き送料別で5ポンドで販売することとなった。2011年4月、ShipItは利用できなくなった。
デスクトップ版

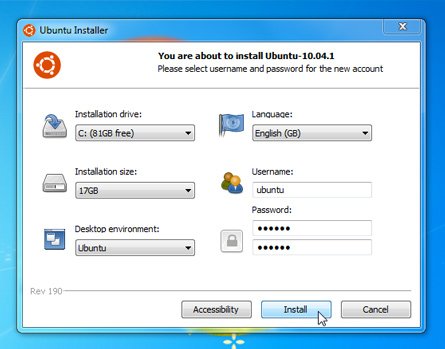
Wubi

デスクトップ版では、一般的にx64の導入用DVDが提供される（Ubuntu 18.04以前はx86用も提供していた）。GUIによる導入が行われる。特殊用途向けに Alternate CD 版もあったが、デスクトップイメージの利便性を向上する目的で12.10から廃止となった。
Wubi (Windows-based Ubuntu Installer) と呼ばれるWindowsと共存する環境構築を行うソフトウェアがあり、バージョン8.04から標準搭載されていた。Windowsファイルシステム内に導入できるので、パーティションの切り分けやフォーマットの必要がなく、既存環境を損なうことなくUbuntuを導入/消去できた。バージョン11.10日本語Remix以降には、Localized CD Image toolsの都合により収録がされていない。14.04を最後にWindows 8との整合性に欠ける事、UEFIに対応できていない事などから公式対応が打ち切られた。非公式に開発が続けられている。
サーバー版
サーバー版にはLive機能はなくTUIによる導入のみとなっている。導入後はCUI上でsudo apt-get install ubuntu-desktopを使用してGUIも導入できる。
Windows Subsystem for Linux
2016年4月、Windows 10 Fall Creators UpdateよりLinuxサブシステムとしてUbuntuが動作することが発表された。

## パッケージ・ソフトウエア

### 分類
全てのパッケージ・ソフトウェアをライセンスやサポートレベルによってコンポーネントと呼ばれる以下の4種類に分けている。
|                  | ベース・パッケージ | コミュニティ・パッケージ |
| ---------------- | ------------------ | ------------------------ |
| オープンソース   | main               | universe                 |
| 非オープンソース | restricted         | multiverse               |

自由ソフトウェアにはUbuntuライセンスポリシーに適合したソフトウェアのみが含まれる。これはほぼDebianフリーソフトウェアガイドラインに沿っている。Mainにはいくつかの警告がある。それは「作者の許諾を得ることなく修正のできないバイナリファームウェアや特定フォント」が「再配布を妨害されない限り、Mainの中に含まれてしまうかもしれない」というものである。フリーでないソフトウェアは基本的にサポートされない（Multiverse）。ただしビデオカードドライバのようなバイナリでのみ配布されるデバイスドライバなどは別である（Restricted）。これらは開発者がソースコードを読むことができないので、Mainに比べるとサポートのレベルは落ちる。
MainとRestrictedパッケージは一般的なLinuxの利用に必要なソフトウェアが全て揃うように選ばれている。同じような機能を持ったプログラムやそれほど重要でない特定の用途のプログラム等はUniverseやMultiverseに配置される。
Ubuntu Backportsという公式のリポジトリがある。これは特定のソフトウェアに対して不安定版でのみ利用可能な最新版をバックポートするための公式プロジェクトである。これは大局的に管理されているわけではなく、利用者からの要求に対して一定の品質を満たしさえすれば、そのパッケージがバックポートされる。
スクリーンショットを見れば一目瞭然だが、公式ブラウザはFirefox、公式メールクライアントはThunderbirdということになっている。

### プロプライエタリソフトウェア
サードパーティーのソフトウェアを認証するシステムがある。認証を受けたプロプライエタリソフトウェアは動作保証がされる。Ubuntu 21.10以前は、再配布が禁止されているプロプライエタリソフトウェアでもカノニカルとの契約によってpartnerリポジトリからダウンロードできるものがあった。例えばアドビのFlashプラグインや、マイクロソフト（旧：Skype Technologies）のSkypeである。しかし、含まれるパッケージ数の減少から22.04以降ではこのリポジトリは削除された。

## 関連プロジェクト
カノニカルは2009年よりクラウドコンピューティング向けの開発を進めている。また2012年Ubuntu for AndroidやUbuntu Touchなどを発表し、携帯端末向けインタフェースにも対応した。Ubuntu Edge などの開発、携帯電話ベンダーとの契約を発表した。スマートフォンとタブレット、デスクトップで同じものを共有できるOSを目指していた。しかしながらこの共有方針は撤回となり、またカノニカルはモバイルOS開発の事業からは公式に撤退したしかし結果的に引き継ぎ先として、UBports（OS名およびコミュニティ名）のコミュニティに、モバイルOS開発が「Ubuntu Touch」の名称で引き継がれることになった。

### Ubuntu Enterprise Cloud

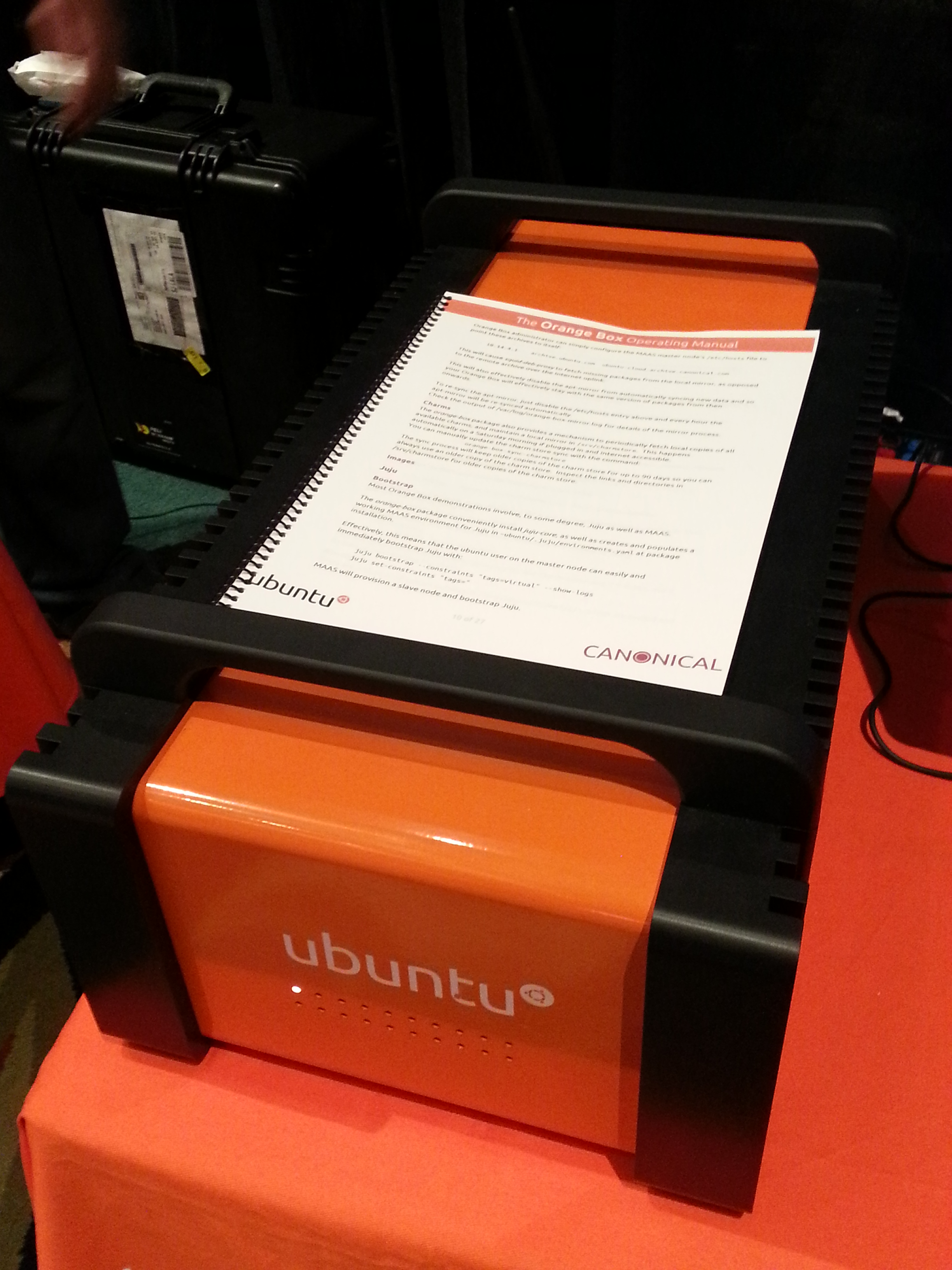
Cloud Ubuntu Orange Box

9.04 (Jaunty Jackalope) からサーバー版で Amazon EC2 と同様の機能を実現できる「Eucalyptus」を搭載した。9.10（Karmic Koara）ではクラウド構築用パッケージ「Ubuntu Enterprise Cloud（UEC）」を正式に公開した。クラウド構築用パッケージを提供したのはUbuntuが初めてである。

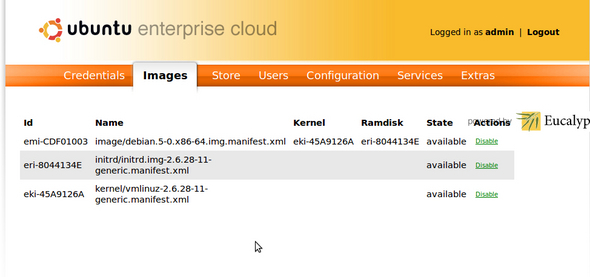
Eucalyptus interface

### Ubuntu One
かつてはオンラインストレージサービス「Ubuntu One」も提供していた。9.04（Jaunty Jackalope）から実験的に、9.10（Karmic Koara）から正式にサポートした。複数のPCやスマートフォンの間でファイル共有ができた。無料で5GBまで同期でき、毎月2.99米ドルまたは毎年29.9米ドルを支払うと20GB容量を拡大できた。10.04（Lucid Lynx）では7digital配給の音楽配信サービス「Ubuntu One Music Store」を展開した。20GBごとに毎月3.99米ドルまたは毎年39.9米ドル支払うことで音楽配信サービスを利用することが出来た。主に以下のものを同期できた。
- ファイル
- Ubuntu One Music Storeで購入した音楽
- Webページのブックマーク
- 電子メールの連絡先（アドレス帳）
- ブロードキャストメッセージのアーカイブ

2014年4月2日、同年6月1日でサービスを終了することを発表した。データは7月31日まで保持されその後削除された。

### Ubuntu Pro
Canonicalは2023年1月26日(現地時間)に有料サブスクリプションUbuntu Proをリリースした。元々はUbuntu Advantageという名称で有償サポートが提供されていたが、Ubuntu Proに名称変更された。Ubuntu ProはUbuntu 14.04 LTS以降のすべての長期サポート版（LTS）で利用できる。
主に以下のような機能がある。
- 通常サポート終了後の5年間の拡張セキュリティメンテナンス（ESM）とその次の2年間のレガシー・サポート
- Kernel Livepatch

再起動することなくカーネルを更新できるようになる。これによりサーバに利用しているマシンなどでダウンタイムを最小限に抑えることができる
- Landscape

システム管理ツール
- FIPS 140対応の暗号化モジュール他のセキュリティ関連サポート

価格はワークステーションの場合年間25米ドル、サーバーの場合は年間500米ドル。各種パブリック・クラウドでも専用のプランが提供されている。個人利用の場合は最大5台のコンピューターで無料で利用できる。

### スマートフォン
2015年2月6日、Canonicalがスペインの携帯端末メーカーbqから初めてUbuntu Touch（タッチ操作を中心としたモバイル向けのUbuntu）搭載したスマートフォンをEU限定で発売すると発表（当面はイギリス、スペイン、ポルトガル、スウェーデン）。11日、搭載機種の「BQ Aquaris E4.5 Ubuntu edition」が発売された。
上記の通りスマートフォンからは撤退が発表されている。現在はUBports Communityによって開発が続けられている。

## 派生品
主なものは、Ubuntuの派生品一覧に掲載される。

### 公式
これらはUbuntuと異なるパッケージを導入するだけであるが、それらのリポジトリはUbuntuと同じである。お互いに全く同じパッケージを使え、それぞれのデスクトップ環境を共存させられる。
| 配布版 | 配布版          | 説明 |
| ------ | --------------- | --- |
|        | Edubuntu        | 教育用に最適化されたもの。児童が学校や自宅で同等の環境を利用できることを目的としている。                                |
|        | Kubuntu         | Ubuntuのデスクトップ環境を KDE に置換したもの。                                                                         |
|        | Lubuntu         | Ubuntuのデスクトップ環境を LXQt に置換したもの。18.04以前は LXDE を採用していた。比較的「軽い」ディストリビューション。 |
|        | Ubuntu Budgie   | Budgieと呼ばれるデスクトップ環境を採用。16.04世代から公式入りとなった。                                                 |
|        | Ubuntu Cinnamon | デスクトップ環境にCinnamonを採用。23.04から公式フレーバーに。                                                           |
|        | Ubuntu Kylin    | 中国向けに開発されたディストリビューション。                                                                            |
|        | Ubuntu MATE     | MATE（マテ）と呼ばれるデスクトップ環境を採用。15.04世代から公式入りとなった。                                           |
|        | Ubuntu Studio   | クリエイター向けのディストリビューション。                                                                              |
|        | Ubuntu Unity    | かつてのUbuntuの公式デスクトップ環境であったUnityを搭載したディストリビューション。                                     |
|        | Xubuntu         | Ubuntu のデスクトップ環境を Xfce に置換したもの。比較的「軽い」ディストリビューション。                                 |

Ubuntuの派生品一覧に載っているものの一部は、カノニカルのコントロールを離れ、独自の目的をもった別プロジェクトである。

### 公式から外れた派生品
公式から外れた派生品一覧に掲載。
| 配布版                 | 説明 |
| ---------------------- | --- |
| Gobuntu                | 自由ソフトウェアのみを利用したディストリビューション。 既に本家に合流しており、この方向性は、 外部ディストリビューションgNewSenseに受け継がれている。 |
| Mythbuntu              | UbuntuとMythTVを元に作られた、ホームシアターPC向けのディストリビューション。 デスクトップ環境は標準でXfceを採用している。                             |
| Ubuntu for Android     | Android端末向けのディストリビューション。 |
| Ubuntu GNOME           | Ubuntuのデスクトップシェルを GNOME Shell に置換したもの。 上記の通り17.10より本家の環境がGNOMEに戻ったため、17.04を最後にリリースは途絶えている。     |
| Ubuntu JeOS            | 現在はサーバー版の一部に含まれている。 |
| Ubuntu Mobile          | 組み込み端末向けに作成されたディスリビューション。現在は、Ubuntu Touchに引き継がれている。                                                            |
| Ubuntu Netbook Edition | ネットブック等の携帯端末向けのディストリビューション。 普通のパソコンに比べて非力なCPU、小さい画面、タッチパネルの存在を 意識した構成となっている     |
| Ubuntu Touch           | Ubuntu Mobileの後継版。タブレット端末向けのディストリビューション。                                                                                   |
| Ubuntu TV              | スマートTV向けのディストリビューション。 |

### 非公式
次のような複数の非公式な派生物がある。これらのプロジェクトの中には、Ubuntuと密接に関わり、Ubuntuと同時に開発・公開され、パッケージはUbuntuと同じ公式リポジトリを利用しているものもある。

#### Ubuntuの派生品一覧に掲載されたもの
非公式派生品一覧に掲載。
| 配布版             | 説明 |
| ------------------ | --- |
| Bodhi Linux        | Enlightenmentから派生したウィンドウマネージャ、Mokshaを採用した軽量版。 |
| dyne:bolic         | マルチメディアの製作・配給向け Live CD。 |

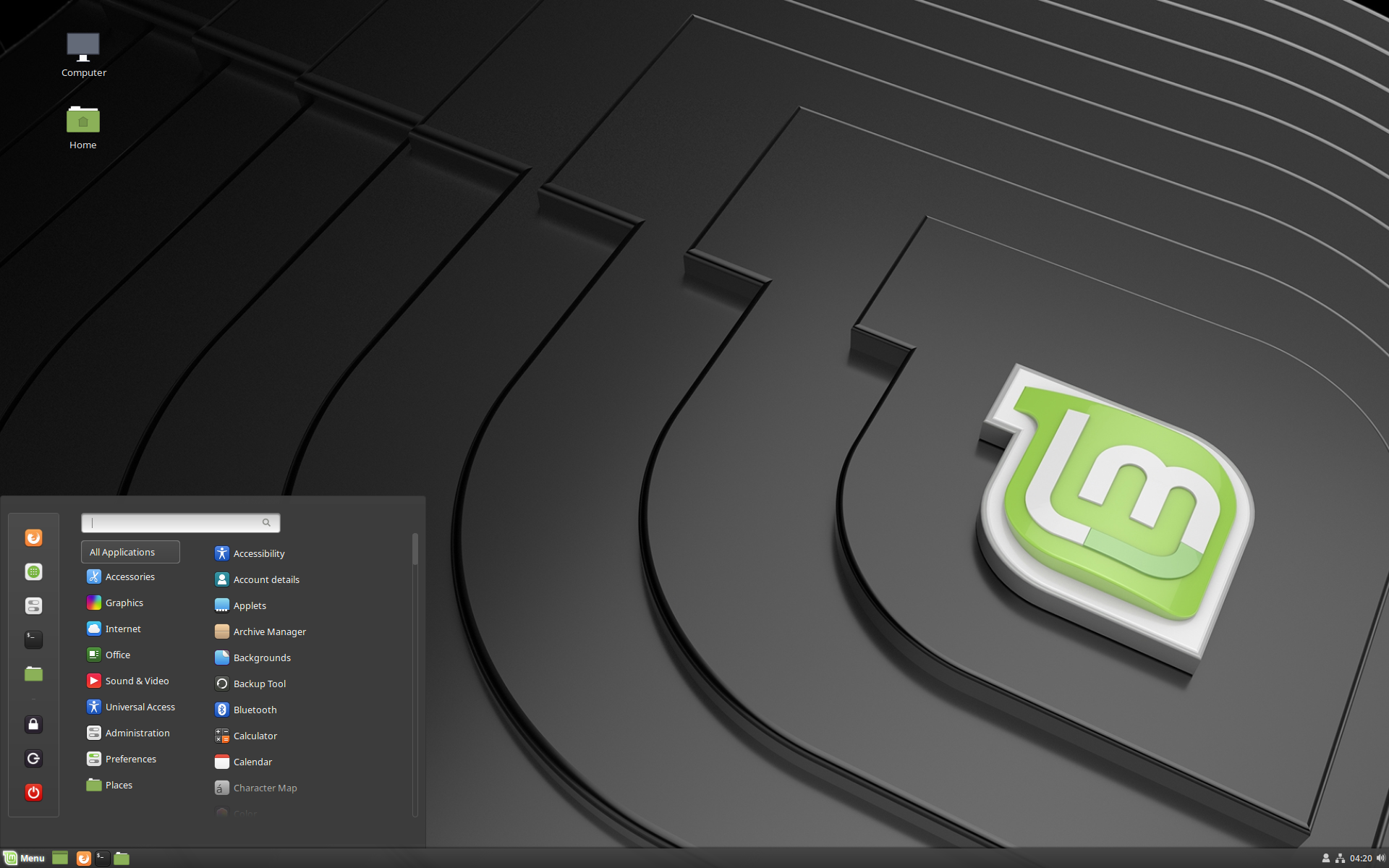
Linux Mint 19 (Bionic Beaver 18.04 LTS ベース)

| EasyPeasy          | ASUSのEeePCやAcerのAspireなど、ネットブックに特化したディストリビューション。 改名前は Ubuntu Eee としてリリースされていた。 |
| eeeUbuntu          | Eee PC専用に構成されたディストリビューション。非公式の日本語版も存在していたが、 統合により開発は終了した。本家はAurora OSに改名し開発を続けている。 |
| elementary OS      | デスクトップ環境として独自のPantheonを採用している。macOS風の美しい画面が特徴。 |
| Emmabuntüs         | Xubuntuから派生。Xfce採用、dockあり。 |
| Goobuntu           | Google社内のみで利用されていたUbuntu派生ディストリビューション。 2018年にGoogleは、OSアップデートのローリングリリースに対応するため、DebianベースのgLinuxを開発して移行した。                                                                                     |
| gOS                | 2007年11月1日に登場したUbuntuの派生ディストリビューション。 ウォルマートの低価格PC Everex Green gPC TC2502 用のOSとして開発された。 Googleのオンライン・アプリへのアクセスを優先した設計である。 デザインは Mac OS X が模され、Wineを標準搭載している。開発停止。 |
| KDE neon           | KDEを採用、LTSから派生。 |
| Linux Lite         | Ubuntu LTS（長期サポート版）を基に開発。Xfce採用でアイコンや壁紙が美しい。 アプリの追加や削除、WEBブラウザのキャッシュの削除なども容易。 |
| Linux Mint         | MATEやCinnamonの採用で見た目やソフトウェア環境を変更し、 マルチメディア関係のコーデックを充実させたディストリビューション。 |
| Peppermint OS      | chromiumを搭載している軽量のディストリビューション。 webアプリとの連携も強い。 |
| xPUD               | 64MBのディストリビューション。中国企業が支援する軽量版。 |
| Trisquel GNU/Linux | GNU FSDGに適合する100%フリーソフトで構成されたOS。 |
| Zorin OS           | Windows風のUIを提供するディストリビューション。 Wineを標準搭載しWindowsアプリも動作する。 |

### その他の派生品

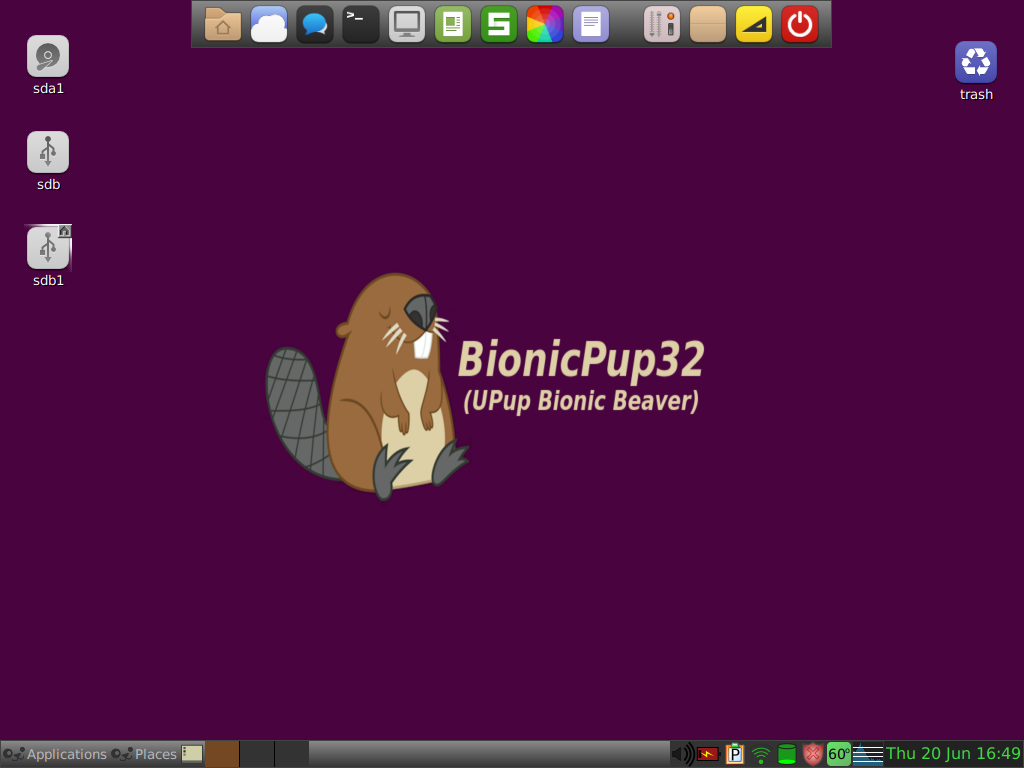
Puppy Linux BionicPup 8.0 (Bionic Beaver 18.04 LTS 派生)

※原則、DistroWatchのほかSourceforgeやOSDN、雑誌、他言語版を含めWikipediaに記事が存在しないものは掲載しない。
Anonymous-OS
匿名のハッカー集団・Anonymousと名乗る人物が開発したディストリビューション。マルウェアであるとの指摘もある。
Aurora OS
eeeUbuntuの後継。カノニカルからの公式サポートから離脱したため改名した。
ChaletOS
Windowsに似た操作性で、Wineを標準搭載しWindowsアプリも動作する。Xubuntuから派生。
Clonezilla
ディスクまたはパーティションの複製（クローニング）ならびにイメージ作成（イメージング）用。
Elbuntu
ウィンドウマネージャとして Enlightenment を採用している。
Fluxbuntu
デスクトップ環境としてFluxboxを採用した「最も軽い」ディストリビューション。開発停止。
Freespire
Linspireから派生したディストリビューション。ver.2.0からUbuntu派生となっている。
ChromeOS
GoogleがUbuntuを母体に、当初オープンソースで開発していた。2010年2月に、母体となるOSを「Gentoo Linux」に変更した。
nUbuntu
保安ツールを多数含んでいる。
Pear Linux
macOS風に構成されたディストリビューション。
Puppy Linux
軽量Linuxディストリビューション。ver.5 以降からUbuntu母体の派生版が開発されている。
Ubuntu Christian Edition
標準的な Ubuntu に聖書全文と URL フィルタリングを搭載したクリスチャン向けのディストリビューション。
Ubuntu Lite（U-Lite）
旧式機器を備えた古いコンピュータ用のディストリビューション。
Voyager
Xubuntuから派生したフランス産のOS。Xfce採用である。32ビット版と64ビット版のほか、Debian (安定版) 母体の配布版もある。

### 日本発の派生品
Ecolinux
ロースペックマシン向けのOS。11.04.3を最後に開発終了。
Ecolinux-ez
Ecolinuxのデスクトップ環境をXfceに置き換え、初心者向けにカスタマイズされたディストリビューション。開発終了。
Ecolinux-light
デスクトップ環境にFluxboxを採用したディストリビューション。比較的軽量だがあまりにも使いづらいため開発が終了した。現在は、Ecolinux-lxに引き継がれている。
Ecolinux-lx
Ecolinux-lightの後継版。Ecolinuxと何一つ変わらない。開発終了。
Ubuntu Desktop日本語Remix
日本のローカルコミュニティ「Ubuntu Japanese Team」によって日本語環境に改善が加えられたもの。なお、Japanese Teamによる追加パッケージをオリジナルのUbuntuに導入すると、日本語Remix相当になる。追加パッケージはUbuntuをベースにした派生ディストリビューションにも適用可能。開発停止。追加パッケージは引き続き利用可能。
巫女 GNYO/Linux
openMosixとSCoreを利用したPCクラスタが構築可能。CD起動/HDD導入共可能。当初はDebianを母体とした。開発停止。

### その他
- 2007年の秋にUbuntu 7.10を公開した後、新しい低電圧Intelモバイルチップを搭載したPDAやスマートフォン上で動くUbuntu Mobile and Embeddedエディションを開発すると公表している[116]。
- VirtualAppliances.netは仮想環境で事前にビルドされたUbuntu対応のアプリケーション集である（仮想アプライアンス参照）。

- 【第72回】Windows上でシームレスにLinuxを動かせる！ WSLで改めてUbuntuに入門しよう（PCWatch、2025年4月5日）　＃ Windows上のWSLでUbuntuを導入して動かす例。

## 関連文献
- Gagne, Marcel (27 August 2006). Moving to Ubuntu Linux (1st ed.). Addison-Wesley Professional. p.496. ISBN 978-0-321-42722-9.
- Grant, Rickford; Bull, Phil (7 July 2010). Ubuntu for Non-Geeks: A Pain-Free, Get-Things-Done Guide (4th ed.). No Starch Press. p.496. ISBN 978-1-59327-257-9.
- Hill, Benjamin Mako; Bacon, Jono; Burger, Corey; Jesse, Jonathan; Krstic, Ivan (21 August 2006). The Official Ubuntu Book (1st ed.). Prentice Hall. p.448. ISBN 978-0-13-243594-9.
- Hudson, Andrew; Hudson, Paul; Helmke, Matthew; Troy, Ryan (25 December 2009). Ubuntu Unleashed 2010 Edition: Covering 9.10 and 10.4 (5th ed.). SAMS. p.864. ISBN 978-0-672-33109-1.
- Keir, Thomas (15 March 2006). Beginning Ubuntu Linux: From Novice to Professional. Apress. p.608. ISBN 978-1-59059-627-2.
- Oxer, Jonathan; Rankin, Kyle; Childers, Bill (14 June 2006). Ubuntu Hacks: Tips & Tools for Exploring, Using, and Tuning Linux (1st ed.). O'Reilly Media. p.448. ISBN 978-0-596-52720-4.
- von Hagen, William (3 January 2007). Ubuntu Linux Bible (1st ed.). Wiley. p.936. ISBN 978-0-470-03899-4.
- Paporovic, Sasa (August 2014). Ubuntu 14.04 – Everyday usage (Video-Tutorial). CreateSpace.